# Campionato mondiale di Formula 1 2014
Il campionato mondiale di Formula 1 2014 organizzato dalla FIA è stato, nella storia della categoria, il 65º ad assegnare il campionato piloti e il 57º ad assegnare il campionato costruttori. È iniziato il 16 marzo ed è terminato il 23 novembre, dopo 19 gare.
Il titolo di campione mondiale piloti è stato vinto per la seconda volta, dopo il 2008, da Lewis Hamilton, mentre quello di campione mondiale costruttori è stato vinto per la prima volta dalla Mercedes, squadra con la quale ha corso lo stesso Hamilton.
Nel 2014 il campionato ha visto la reintroduzione dei motori turbo con cilindrata 1 600 cm³ e bancata a V6 (in luogo dei precedenti propulsori da 2 400 cm³ con architettura V8), incorporanti un sistema di recupero di energia; il termine power unit identifica queste nuove unità propulsive, che adottano una doppia alimentazione combinata termica ed elettrica.

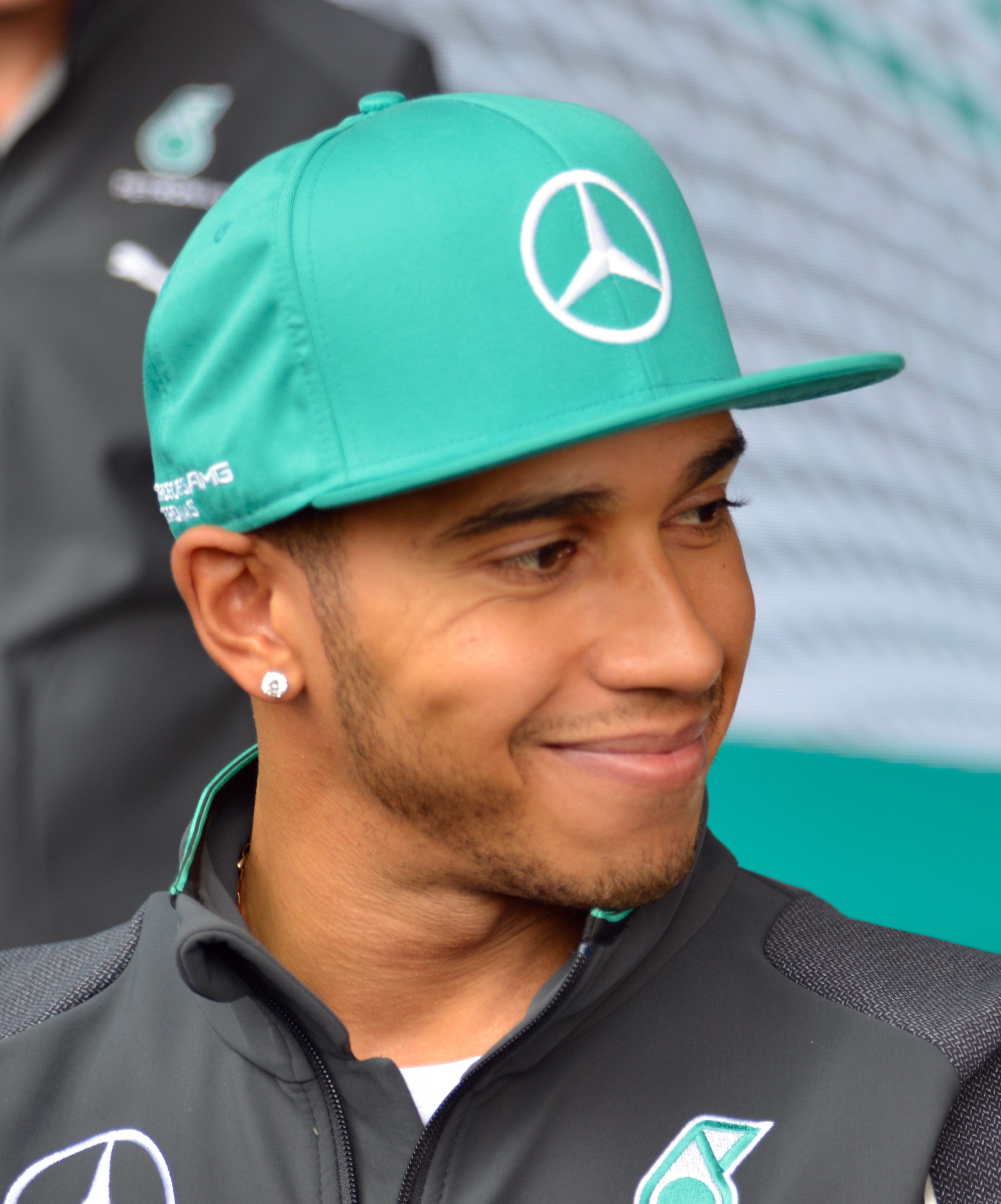
Lewis Hamilton si è aggiudicato il suo secondo titolo mondiale dopo un lungo duello col compagno di squadra Nico Rosberg

Nel corso del Gran Premio del Giappone Jules Bianchi, pilota della Marussia, è vittima di un gravissimo incidente. Il pilota è morto il 17 luglio 2015, dopo diversi mesi di degenza, presso un ospedale di Nizza.

## La prestagione

### Il calendario
Una prima bozza del calendario 2014 resa nota a settembre prevedeva 21 gare: l'inizio sarebbe stato per il 16 marzo col Gran Premio d'Australia, la fine sarebbe stata fissata al 30 novembre col Gran Premio del Brasile. Il Gran Premio del Messico sarebbe rientrato in calendario a ottobre, al posto della gara prevista nel New Jersey; nello stesso mese ci sarebbe stato l'esordio per il Gran Premio di Russia. Venne anche confermato il rientro per il Gran Premio d'Austria, mentre il Gran Premio di Spagna sarebbe restato a Montmeló e con quello di Corea spostato ad aprile.
Una seconda bozza del calendario mondiale reintrodusse il Gran Premio da svolgersi su un tracciato cittadino nel New Jersey, posizionato tra le gare di Monaco e del Canada. Era probabile però, che il numero delle gare, fissato in 22, potesse ridursi a 20 o 21. Prima del Gran Premio di Corea 2013 venne annunciato che il Gran Premio da svolgersi sul tracciato del New Jersey, fissato al 1º giugno, come quello di Corea (spostato ad aprile dalla consueta data di ottobre), e il Gran Premio del Messico, di novembre, erano ancora soggetti all'approvazione definitiva. La data di ottobre sarebbe stata presa dal Gran Premio di Russia.
Il calendario definitivo per la stagione 2014 escluse il Gran Premio da disputarsi in New Jersey, il Gran Premio di Corea e il Gran Premio del Messico. Inoltre, la gara di Abu Dhabi ritornava a essere la gara conclusiva del mondiale, anticipando di una settimana quella che, nella seconda bozza, doveva essere la fine del mondiale, e la gara del Giappone venne anticipata rispetto a quella della Russia. Le gare furono quindi 19. La gara del Bahrein (quest'anno eccezionalmente in notturna per festeggiare i 10 anni del circuito) anticipò quella in Cina.
| Gara | Nome ufficiale del Gran Premio          | Circuito                           | Sede        | Data         | Ora    | Ora   | Diretta TV           |
| Gara | Nome ufficiale del Gran Premio          | Circuito                           | Sede        | Data         | Locale | UTC   | Diretta TV           |
| ---- | --------------------------------------- | ---------------------------------- | ----------- | ------------ | ------ | ----- | -------------------- |
| 1    | Rolex Australian Grand Prix             | Albert Park Circuit                | Melbourne   | 16 marzo     | 17:00  | 6:00  | Sky Sport F1 *       |
| 2    | Petronas Malaysia Grand Prix            | Sepang International Circuit       | Sepang      | 30 marzo     | 16:00  | 8:00  | Sky Sport F1 *       |
| 3    | Gulf Air Bahrain Grand Prix             | Bahrain International Circuit      | Manama      | 6 aprile     | 18:00  | 15:00 | Sky Sport F1 e Rai 1 |
| 4    | UBS Chinese Grand Prix                  | Shanghai International Circuit     | Shanghai    | 20 aprile    | 15:00  | 7:00  | Sky Sport F1 e Rai 1 |
| 5    | Gran Premio de España Pirelli           | Circuito di Barcellona-Catalogna   | Montmeló    | 11 maggio    | 14:00  | 12:00 | Sky Sport F1 *       |
| 6    | Grand Prix de Monaco                    | Circuito di Monte Carlo            | Monaco      | 25 maggio    | 14:00  | 12:00 | Sky Sport F1 *       |
| 7    | Grand Prix du Canada                    | Circuit Gilles Villeneuve          | Montréal    | 8 giugno     | 14:00  | 18:00 | Sky Sport F1 e Rai 1 |
| 8    | Großer Preis von Österreich             | Red Bull Ring                      | Spielberg   | 22 giugno    | 14:00  | 12:00 | Sky Sport F1 e Rai 1 |
| 9    | Santander British Grand Prix            | Silverstone Circuit                | Silverstone | 6 luglio     | 13:00  | 12:00 | Sky Sport F1 *       |
| 10   | Großer Preis Santander von Deutschland  | Hockenheimring                     | Hockenheim  | 20 luglio    | 14:00  | 12:00 | Sky Sport F1 *       |
| 11   | Pirelli Magyar Nagydíj                  | Hungaroring                        | Mogyoród    | 27 luglio    | 14:00  | 12:00 | Sky Sport F1 e Rai 1 |
| 12   | Shell Belgian Grand Prix                | Circuito di Spa-Francorchamps      | Stavelot    | 24 agosto    | 14:00  | 12:00 | Sky Sport F1 *       |
| 13   | Gran Premio d'Italia                    | Autodromo nazionale di Monza       | Monza       | 7 settembre  | 14:00  | 12:00 | Sky Sport F1 e Rai 1 |
| 14   | Singapore Airlines Singapore Grand Prix | Singapore Street Circuit           | Singapore   | 21 settembre | 20:00  | 12:00 | Sky Sport F1 e Rai 1 |
| 15   | Japanese Grand Prix                     | Circuito di Suzuka                 | Suzuka      | 5 ottobre    | 15:00  | 6:00  | Sky Sport F1 *       |
| 16   | Russian Grand Prix                      | Sochi International Street Circuit | Soči        | 12 ottobre   | 15:00  | 11:00 | Sky Sport F1 *       |
| 17   | United States Grand Prix                | Circuito delle Americhe            | Austin      | 2 novembre   | 14:00  | 20:00 | Sky Sport F1 e Rai 1 |
| 18   | Grande Prêmio Petrobras do Brasil       | Autódromo José Carlos Pace         | San Paolo   | 9 novembre   | 14:00  | 16:00 | Sky Sport F1 *       |
| 19   | Etihad Airways Abu Dhabi Grand Prix     | Yas Marina Circuit                 | Abu Dhabi   | 23 novembre  | 17:00  | 13:00 | Sky Sport F1 e Rai 1 |

I gran premi indicati con * sono stati trasmessi in differita sulle emittenti Rai.

In verde sono segnati i paesi che nel 2014 hanno ospitato un Gran Premio di Formula 1, con sedi del circuito segnate con un punto nero. In grigio scuro sono quelli che li hanno ospitati in passato, gli ex circuiti ospitanti sono contrassegnati con un punto bianco.

### La presentazione delle vetture
Le nuove monoposto sono state presentate dalla scuderie secondo l'ordine seguente:
| Costruttore         | Telaio     | Data lancio | Luogo lancio                             |
| ------------------- | ---------- | ----------- | ---------------------------------------- |
| McLaren             | MP4-29     | 24 gennaio  | Sito ufficiale della scuderia            |
| Scuderia Ferrari    | F14 T      | 25 gennaio  | Sito ufficiale della scuderia            |
| Sauber F1 Team      | C33        | 26 gennaio  | Sito ufficiale della scuderia            |
| Scuderia Toro Rosso | STR9       | 27 gennaio  | Circuito di Jerez de la Frontera, Spagna |
| Red Bull Racing     | RB10       | 28 gennaio  | Circuito di Jerez de la Frontera, Spagna |
| Mercedes AMG F1     | W05 Hybrid | 28 gennaio  | Circuito di Jerez de la Frontera, Spagna |
| Force India         | VJM07      | 28 gennaio  | Circuito di Jerez de la Frontera, Spagna |
| Caterham F1 Team    | CT05       | 28 gennaio  | Circuito di Jerez de la Frontera, Spagna |
| Williams F1         | FW36       | 28 gennaio  | Circuito di Jerez de la Frontera, Spagna |
| Marussia            | MR03       | 30 gennaio  | Circuito di Jerez de la Frontera, Spagna |
| Lotus F1 Team       | E22        | 19 febbraio | Sakhir, Bahrein                          |

### I test
Sono tre le sedute di test precampionato previste. La prima si è tenuta tra il 28 e il 31 gennaio sul Circuito di Jerez, mentre la seconda e la terza si sono svolte sul Bahrain International Circuit di Manama tra il 19 e 22 febbraio e tra il 27 febbraio e il 2 marzo. Il circuito del Bahrain aveva già ospitato una sessione dedicata solo allo sviluppo delle gomme tra il 17 e il 19 dicembre 2013. La richiesta di spostare i test dall'Europa al Medio Oriente è giunta dalle stesse scuderie che preferiscono un clima più mite. Inizialmente era stato prospettato l'utilizzo del Dubai Autodrome.
Da questa stagione è prevista la reintroduzione, in pianta stabile, di sessioni di test durante il campionato, che prendono il posto delle giornate riservate ai giovani piloti.

### Accordi e fornitori
La Cosworth ha deciso di abbandonare la Formula 1 e di non procedere alla costruzione dei motori secondo il nuovo regolamento, che entrerà in vigore nella stagione, che prevede l'approntamento di propulsori turbo. Questa decisione ha costretto la Marussia, unica squadra utilizzatrice dei motori Cosworth nel 2013, a trovare un nuovo fornitore di motori; l'accordo è stato chiuso con la Ferrari.

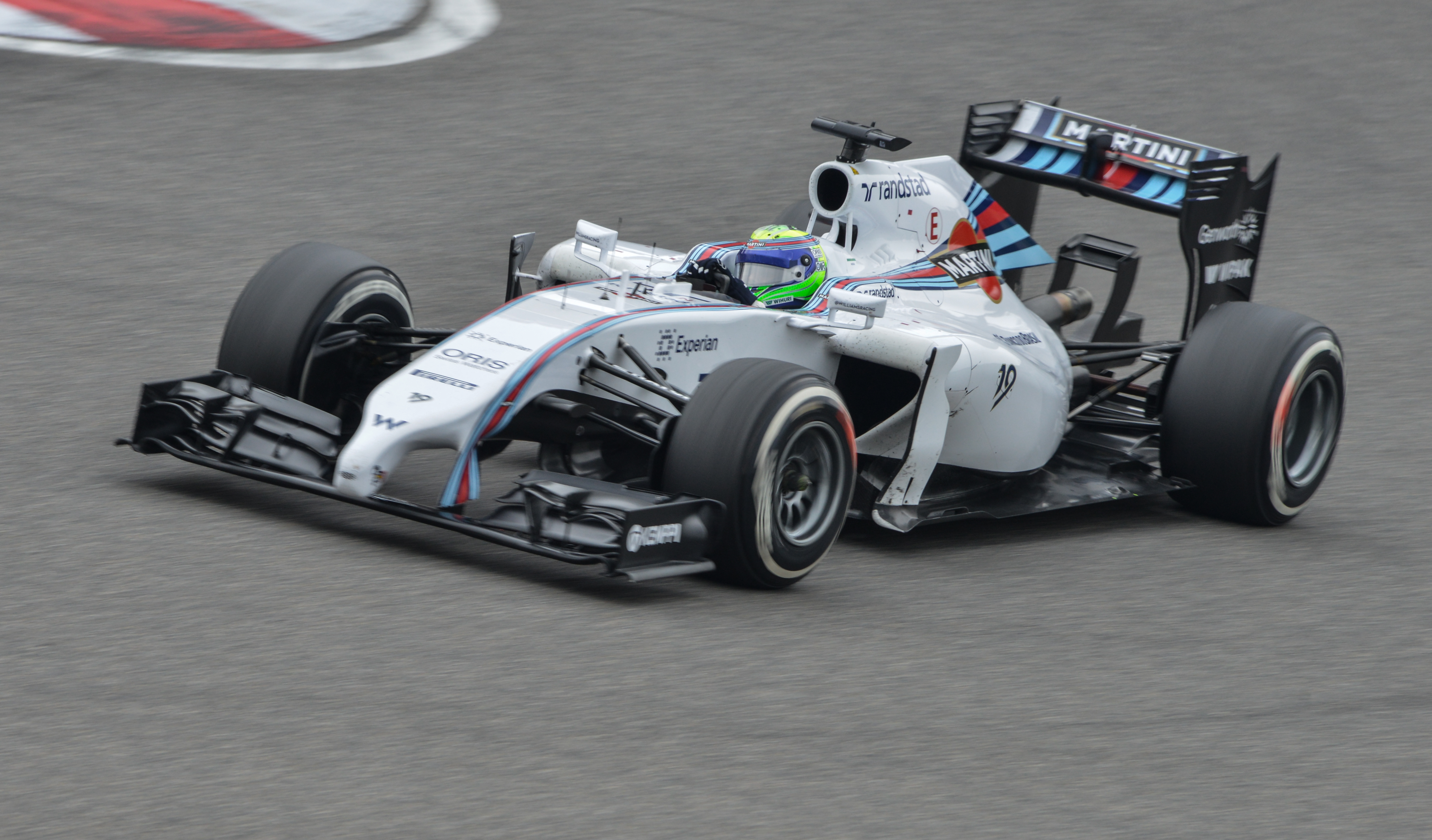
Una Williams FW36 con livrea Martini Racing. La stagione segna il ritorno nel circus di questo storico sponsor delle competizioni motoristiche.

La Scuderia Toro Rosso, invece, ha raggiunto un accordo con la Renault per la fornitura dei motori dal 2014, ponendo fine ad un settennato di collaborazione proprio con la Ferrari. La scuderia faentina ha così scelto di affidarsi agli stessi propulsori che spingono la vettura della propria scuderia di riferimento, la Red Bull Racing.
Nel giugno 2013 Frank Williams ha annunciato che, dal 2014, la sua scuderia utilizzerà motori forniti dalla Mercedes. L'accordo prevede anche la fornitura della tecnologia ERS, nuovo sistema per il recupero dell'energia che sostituisce il KERS. Il cambio invece continuerà a essere prodotto in proprio dalla scuderia inglese. La Williams cambia anche il fornitore di carburanti e lubrificanti: da Petronas a Petrobras.
Nel 2011, l'ex team principal della BAR, Craig Pollock, aveva annunciato la costituzione del Propulsion Universelle et Recuperation d'Energie (comunemente noto con l'acronimo, PURE), e la sua intenzione di entrare in Formula 1 nel 2014 come fornitore di motori. Il programma venne però sospeso nel luglio del 2012 a causa delle difficoltà incontrate nel reperimento dei fondi.
La Pirelli, fornitrice unica degli pneumatici dal 2011 ha fatto testare, nelle prove libere del Gran Premio del Brasile 2013, gli pneumatici ideati per la stagione 2014. La Pirelli, comunque, non aveva ancora raggiunto un accordo con la FIA in merito alla fornitura per il 2014 fino a metà gennaio. Successivamente è stato annunciato che la parternship con la casa italiana è stato esteso fino a tutta la stagione 2016: il nuovo accordo prevede che uno dei 12 giorni di test precampionato e uno degli otto giorni di test intrastagionali sia dedicato esclusivamente allo sviluppo delle gomme.
La compagnia coreana LG Group, dopo cinque anni, abbandona la sponsorizzazione del campionato mondiale. Con la stagione 2014 termina anche il rapporto di sponsorizzazione della McLaren da parte della compagnia telefonica Vodafone. Tale rapporto era iniziato nel 2007.
La Williams viene ribattezzata Williams Martini Racing, a seguito della sponsorizzazione da parte della Martini & Rossi. Il nome di Martini Racing è stato utilizzato frequentemente in passato per denominare le scuderie appoggiate da questo sponsor: in Formula 1 fu utilizzato dalla Brabham tra il 1975 e il 1977 e dal Team Lotus nel 1979.
La Pirelli diviene sponsor principale del Gran Premio d'Ungheria e di quello di Spagna.

## Scuderie e piloti

### Scuderie
Non sono previsti cambiamenti nel numero e nell'identità delle scuderie presenti nel campionato. La Marussia avrebbe offerto alla Sauber una proposta di fusione delle due scuderie, entrambe in difficile situazione finanziaria: la richiesta non ha avuto seguito.

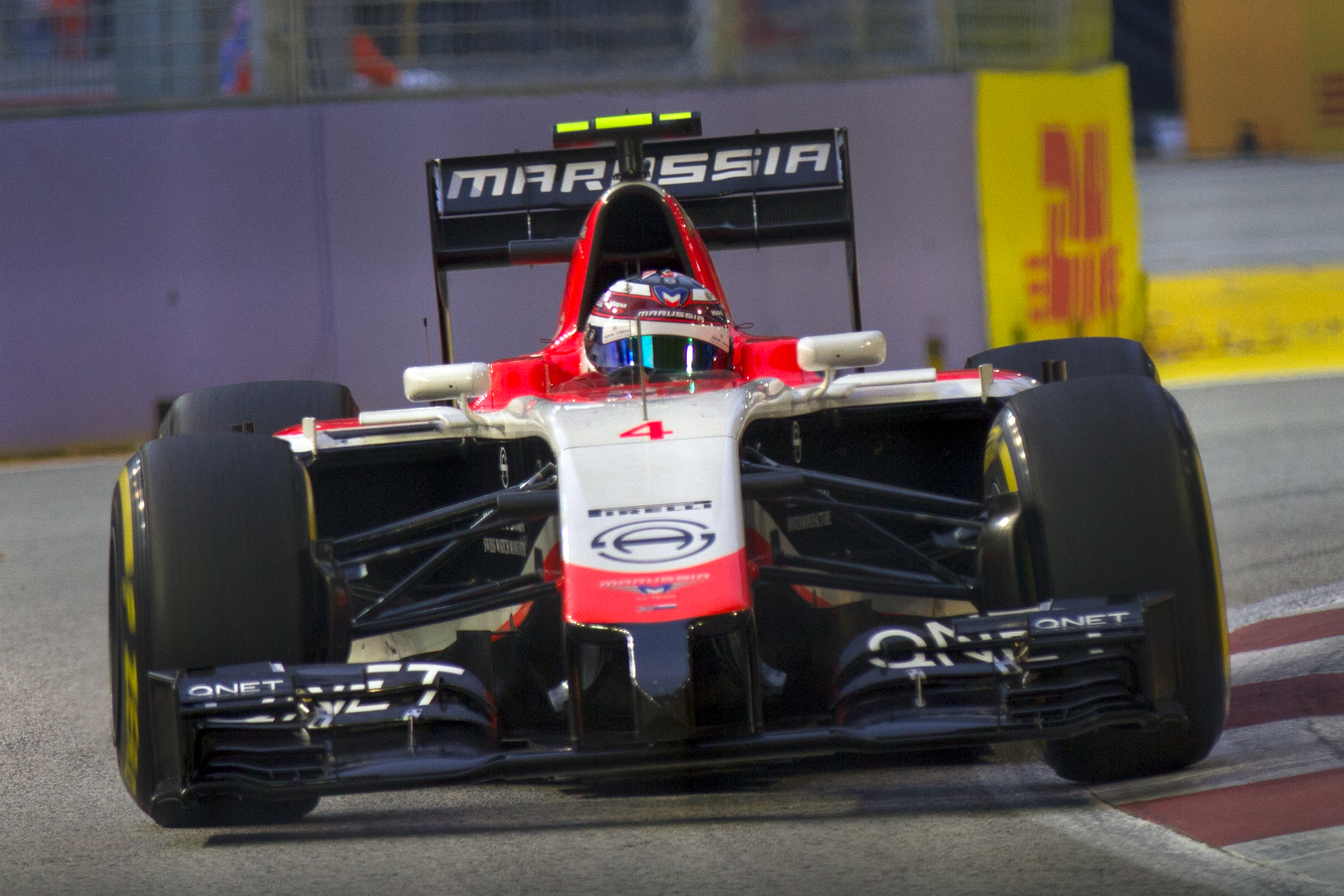
Max Chilton durante le prove libere del GP di Singapore. La Marussia, a causa di problemi finanziari, non terminò la stagione.

Nel dicembre 2013 la FIA lancia un bando per ricercare una dodicesima scuderia, che dovrebbe esordire nella stagione 2015 o 2016. Tale scuderia dovrebbe garantire la sua permanenza nel campionato almeno fino alla stagione 2020. Il termine entro il quale gli interessati possono fare pervenire le loro richieste era fissato al 3 gennaio 2014. Ad aprile viene ufficializzata dalla FIA l'ammissione del team statunitense Haas a partire dal campionato 2015. Successivamente il team ha annunciato la sua intenzione a posticipare al 2016 l'entrata nel campionato mondiale.
Il 28 febbraio 2014 è stata annunciata la dissoluzione della Formula One Teams Association, organizzazione che univa la maggior parte dei costruttori presenti nel mondiale (ad eccezione di Scuderia Ferrari, Scuderia Toro Rosso, Sauber e Red Bull Racing). I suoi componenti hanno valutato che il cambiamento del panorama tecnico e commerciale del campionato non rendesse più necessaria la struttura.
Poco prima del Gran Premio di Gran Bretagna viene comunicata la cessione della Caterham da parte di Tony Fernandes a una cordata di investitori svizzeri e mediorientali, guidati da Colin Kolles, ex team principal dell'HRT. Assieme a Kolles la guida della scuderia è affidata a Christijan Albers, ex pilota di F1, e all'italiano Manfredi Ravetto.
Per il Gran Premio degli Stati Uniti d'America è stata annunciata la mancata partecipazione alla gara sia per la Marussia, che per la Caterham. La scuderia russa si trova in difficoltà finanziarie, mentre il team malese sconta le problematiche legate al recente passaggio di proprietà. Alla gara risultano perciò presenti solo 18 vetture, numero che non si registrava dal Gran Premio di Monaco 2005.
La Caterham Sport Limited, società che ha la disponibilità della sede di Leafield, ma che non gestisce il team di Formula 1, viene posto in amministrazione controllata. Ciò comporta l'impossibilità per i membri del team di entrare nella sede per preparare la trasferta in Nord America. Contro tale decisione reagisce Colin Kolles, manager del 1Malaysia Racing Team, ente che gestisce l'attività sportiva del team, secondo cui le monoposto presenti nella sede, e il materiale tecnico, non sono nella disponibilità della Caterham Sport Limited. Il fondo Engavest, che aveva acquistato il team dal precedente proprietario, il malese Tony Fernandes, sostiene inoltre che non sono mai state adempiute le pratiche necessarie al passaggio delle azioni del 1Malaysia Racing Team, dal momento dell'acquisto.
Il 24 ottobre, vi è un incontro, tra le parti in causa: gli amministratori della Caterham Sport Limited e i consulenti legali di Tony Fernandes, in accordo con una banca creditrice e i rappresentanti del 1Malaysia Racing Team affidano la gestione della scuderia a Finbarr O'Connell, l'amministratore legale incaricato del recupero dei crediti per conto della Smith & Williamson di Londra. Bernie Ecclestone ha concesso al team la possibilità di saltare la gara di Austin e quella del Brasile.
Il 27 ottobre è stato invece annunciato che la Marussia è posta in amministrazione controllata. Geoff Rowler è stato nominato dall'advisor FRP LLP di amministrare la Manor Grand Prix Racing Limited, società della Marussia che ha svolto l'attività sportiva nel mondiale di Formula 1. Il team è stato anche messo in vendita. Successivamente la Marussia comunica la definitiva cessazione dell'attività e, quindi, la sua rinuncia a disputare le ultime due gare stagionali.
La Caterham, dopo aver saltato due Gran Premi, per i problemi finanziari sorti dopo il passaggio di proprietà, annuncia la sua presenza nell'ultimo gran premio stagionale, quello di Abu Dhabi. La casa anglomalese ha anche lanciato una raccolta di fondi presso i suoi tifosi, per ottenere la liquidità finanziaria (stimata in 2,35 milioni di sterline) necessaria per disputare la gara.

### Piloti
All'indomani del Gran Premio d'Italia 2013 Felipe Massa ha annunciato che, dal 2014, non sarebbe stato più un pilota della Scuderia Ferrari; il brasiliano ha corso 139 gran premi per la scuderia di Maranello, conquistando 11 vittorie, 15 pole, 14 giri veloci e sfiorando il titolo nel 2008. Massa passa a correre per la Williams.
Il giorno seguente, l'11 settembre 2013, la scuderia italiana ufficializzò il ritorno di Kimi Räikkönen, quale pilota titolare per il 2014, a fianco di Fernando Alonso. Il finlandese, che nelle ultime due stagioni aveva corso per la Lotus, ha già guidato una vettura Ferrari dal 2007 al 2009 in 52 GP, conquistando il titolo piloti nel 2007, 9 vittorie, 5 pole, 16 giri veloci e 26 podi. Un altro candidato al volante del team era il tedesco Nico Hülkenberg. A chiudere il triangolo tra Ferrari, Lotus e Williams, per prendere il posto di Räikkönen, la Lotus ingaggia il pilota venezuelano Pastor Maldonado, in uscita dalla Williams.
Nico Hülkenberg, dopo una stagione alla Sauber, ritorna alla Force India, in cui aveva già militato nel 2011 e 2012.

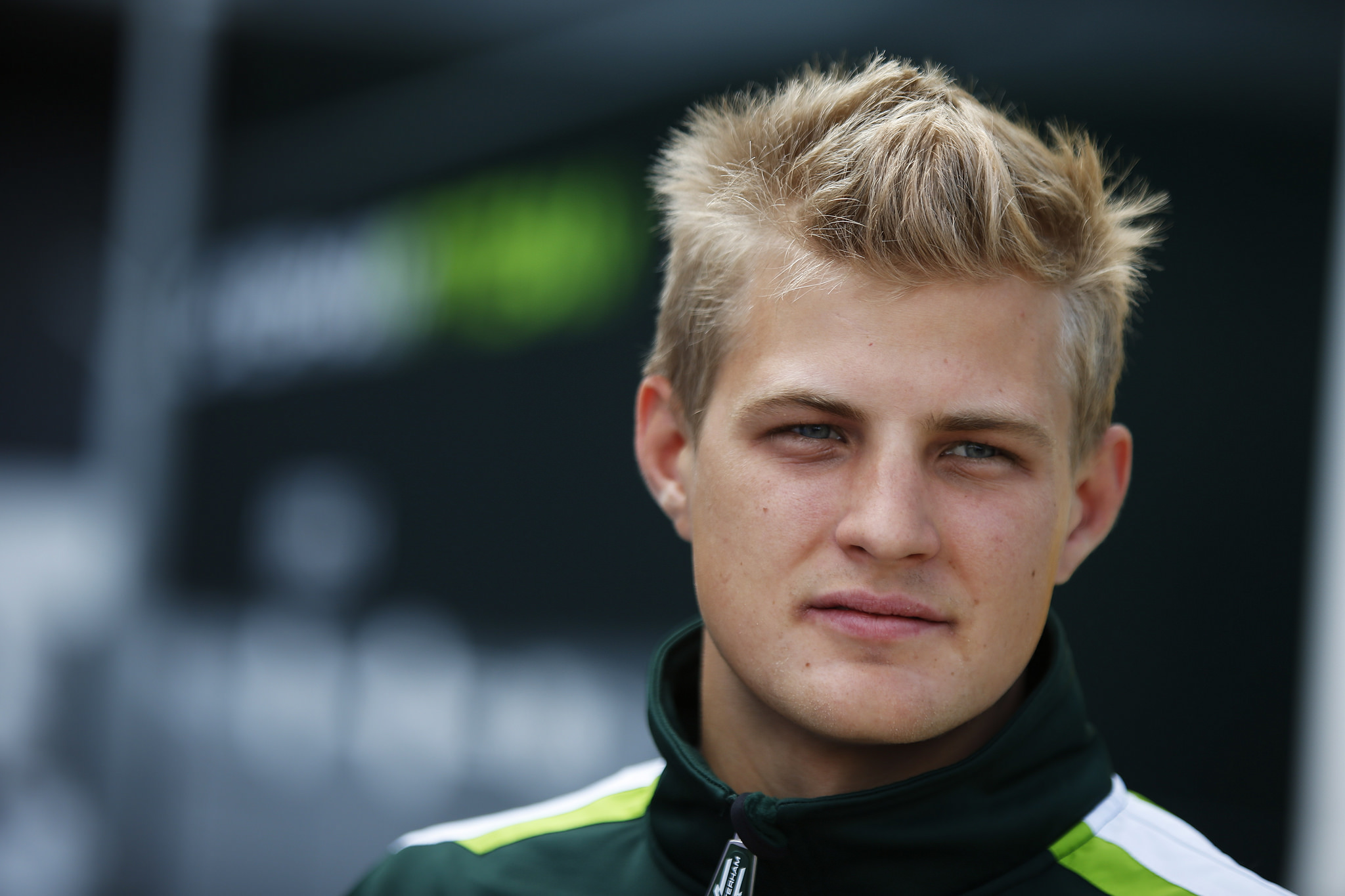
Marcus Ericsson fece il suo esordio come pilota titolare alla Caterham. Fu il primo pilota svedese in F1 dal 1991.

Il giovane pilota russo Sergej Sirotkin era stato ingaggiato, quale pilota titolare, dalla Sauber. La sua presenza era comunque subordinata all'ottenimento della superlicenza FIA, requisito indispensabile per guidare in un Gran Premio di Formula 1. La sua nomina è conseguenziale alla necessità della Sauber di garantirsi finanziamenti russi. Successivamente la scuderia elvetica ha confermato il messicano Esteban Gutiérrez e ha ingaggiato Adrian Sutil. Alla scuderia elvetica infine viene indicato quale pilota di riserva, e collaudatore, Giedo van der Garde, in uscita dalla Caterham. La scuderia malese invece nomina piloti titolari il giapponese Kamui Kobayashi (per lui 60 Gran Premi tra il 2009 e il 2012 con 125 punti e un podio) e lo svedese Marcus Ericsson, all'esordio nella categoria. Ericsson, che ha vinto la Formula 3 giapponese 2009, è giunto sesto nella GP2 Series 2013. L'ultimo pilota svedese a competere in un Gran Premio di F1 fu Stefan Johansson nel Gran Premio del Canada 1991. Robin Frijns, ex Sauber, affiancherà come terzo pilota Alexander Rossi. L'ex pilota della Caterham, Charles Pic, diviene terzo pilota alla Lotus.
Mark Webber lascia la Formula 1 dopo dodici stagioni, le ultime sette alla guida di una Red Bull. Parteciperà al Campionato del Mondo Endurance FIA con la squadra Porsche di nuova costituzione, LMP1. Viene sostituito da un altro australiano, Daniel Ricciardo, che lascia la Scuderia Toro Rosso, team satellite di quello anglo-austriaco.
La STR, dal proprio canto, ha scelto il campione della GP3 Series del 2013, Daniil Kvjat, come sostituto di Ricciardo. Il russo ha vinto diversi campionati europei per auto a ruote scoperte, compresi l'Eurocup Formula Renault 2.0, Formula Renault 2.0 Alps e la F3 europea.
Il pilota messicano Sergio Pérez lascia la McLaren dopo una sola stagione. Al suo posto la scuderia britannica ingaggia il pilota danese Kevin Magnussen, figlio dell'ex pilota Jan, e che nel 2013 ha vinto la F. Renault 3.5. L'ultimo pilota danese a gareggiare in F1 è stato Nicolas Kiesa al Gran Premio del Giappone 2003. Pérez trova un ingaggio alla Force India. Come collaudatore e terzo pilota la casa di Woking ingaggia il belga Stoffel Vandoorne.
La britannica Susie Wolff e Il brasiliano Felipe Nasr sono i piloti di riserva in Williams, mentre lo spagnolo Daniel Juncadella svolge la medesima funzione alla Force India.
Nel Gran Premio del Belgio la Caterham fa esordire, quale pilota titolare, André Lotterer. Il pilota tedesco, impiegato nella Super Formula, campionato che ha vinto nel 2011, quando era nota come Formula Nippon, si è imposto anche nella 24 Ore di Le Mans 2011, 2012 e 2014. Sostituisce Kamui Kobayashi. Lotterer sceglie il numero 45, non più utilizzato in una gara F1 dal Gran Premio di Gran Bretagna 1977, quando Brian McGuire non si prequalificò con la McGuire-Ford Cosworth. Anche la Marussia aveva annunciato la sostituzione uno dei piloti: Max Chilton avrebbe dovuto lasciare il volante ad Alexander Rossi. Lo statunitense sarebbe stato all'esordio nel mondiale di F1, dopo aver svolto la funzione di terzo pilota alla Caterham tra il 2012 e l'agosto del 2014. Chilton aveva affermato di aver lasciato il ruolo di pilota titolare per consentire alla sua scuderia di acquisire nuove risorse finanziarie. Successivamente, la scuderia anglorussa ha confermato l'impiego di Chilton.
Dopo il grave incidente occorso a Jules Bianchi, pilota della Marussia, nel Gran Premio del Giappone, la scuderia, per la gara della Russia indica Alexander Rossi, come pilota titolare. Rossi però poi non ha preso parte all'evento, in quanto la Marussia ha deciso di schierare una sola monoposto.
Dopo due gare d'assenza, per l'ultima gara stagionale, la Caterham rientra alle competizioni, ed affianca a Kamui Kobayashi l'esordiente britannico Will Stevens, impiegato in stagione nella F. Renault 3.5; l'altro pilota utilizzato in stagione, Marcus Ericsson, ha nel frattempo rescisso il contratto che lo legava alla scuderia. Precedentemente anche André Lotterer, impiegato nel solo Gran Premio del Belgio, aveva declinato l'invito a ritornare al volante della monoposto. Stevens utilizza il numero 46, già utilizzato in stagione da Robin Frijns in alcune prove libere, sempre con la Caterham. L'ultimo ad essere stato iscritto a una gara del mondiale con questo numero fu Bernard de Dryver, nel Gran Premio di Gran Bretagna 1977; il pilota non prese parte però nemmeno alle qualifiche.

### Tabella riassuntiva
Le seguenti squadre e piloti sono iscritti al campionato del 2014. Tuttavia, la loro partecipazione dipende dalle squadre che accetteranno di continuare a competere in questo sport sotto i termini del nuovo Patto della Concordia.
| Squadra                       | Costruttore             | Telaio     | Motore                 | Pneumatici | Nº | Piloti            | Sigle | GP              | Terzo pilota Collaudatore                        |
| ----------------------------- | ----------------------- | ---------- | ---------------------- | ---------- | -- | ----------------- | ----- | --------------- | ------------------------------------------------ |
| Infiniti Red Bull Racing      | Red Bull Racing-Renault | RB10       | Renault Energy F1      | P          | 1  | Sebastian Vettel  | VET   | Tutti           | Sébastien Buemi António Félix da Costa           |
| Infiniti Red Bull Racing      | Red Bull Racing-Renault | RB10       | Renault Energy F1      | P          | 3  | Daniel Ricciardo  | RIC   | Tutti           | Sébastien Buemi António Félix da Costa           |
| Mercedes AMG Petronas F1 Team | Mercedes                | W05 Hybrid | Mercedes PU106A Hybrid | P          | 44 | Lewis Hamilton    | HAM   | Tutti           | Pascal Wehrlein                                  |
| Mercedes AMG Petronas F1 Team | Mercedes                | W05 Hybrid | Mercedes PU106A Hybrid | P          | 6  | Nico Rosberg      | ROS   | Tutti           | Pascal Wehrlein                                  |
| Scuderia Ferrari              | Ferrari                 | F14 T      | Ferrari 059/3          | P          | 14 | Fernando Alonso   | ALO   | Tutti           | Pedro de la Rosa Marc Gené Davide Rigon          |
| Scuderia Ferrari              | Ferrari                 | F14 T      | Ferrari 059/3          | P          | 7  | Kimi Räikkönen    | RAI   | Tutti           | Pedro de la Rosa Marc Gené Davide Rigon          |
| Lotus F1 Team                 | Lotus-Renault           | E22        | Renault Energy F1      | P          | 8  | Romain Grosjean   | GRO   | Tutti           | Charles Pic Esteban Ocon                         |
| Lotus F1 Team                 | Lotus-Renault           | E22        | Renault Energy F1      | P          | 13 | Pastor Maldonado  | MAL   | Tutti           | Charles Pic Esteban Ocon                         |
| McLaren Mercedes              | McLaren-Mercedes        | MP4-29     | Mercedes PU106A Hybrid | P          | 22 | Jenson Button     | BUT   | Tutti           | Stoffel Vandoorne                                |
| McLaren Mercedes              | McLaren-Mercedes        | MP4-29     | Mercedes PU106A Hybrid | P          | 20 | Kevin Magnussen   | MAG   | Tutti           | Stoffel Vandoorne                                |
| Sahara Force India F1 Team    | Force India-Mercedes    | VJM07      | Mercedes PU106A Hybrid | P          | 27 | Nico Hülkenberg   | HUL   | Tutti           | Daniel Juncadella                                |
| Sahara Force India F1 Team    | Force India-Mercedes    | VJM07      | Mercedes PU106A Hybrid | P          | 11 | Sergio Pérez      | PER   | Tutti           | Daniel Juncadella                                |
| Sauber F1 Team                | Sauber-Ferrari          | C33        | Ferrari 059/3          | P          | 99 | Adrian Sutil      | SUT   | Tutti           | Sergej Sirotkin Giedo van der Garde Adderly Fong |
| Sauber F1 Team                | Sauber-Ferrari          | C33        | Ferrari 059/3          | P          | 21 | Esteban Gutiérrez | GUT   | Tutti           | Sergej Sirotkin Giedo van der Garde Adderly Fong |
| Scuderia Toro Rosso           | STR-Renault             | STR9       | Renault Energy F1      | P          | 25 | Jean-Éric Vergne  | VER   | Tutti           | Max Verstappen                                   |
| Scuderia Toro Rosso           | STR-Renault             | STR9       | Renault Energy F1      | P          | 26 | Daniil Kvjat      | KVY   | Tutti           | Max Verstappen                                   |
| Williams Martini Racing       | Williams-Mercedes       | FW36       | Mercedes PU106A Hybrid | P          | 19 | Felipe Massa      | MAS   | Tutti           | Felipe Nasr Susie Wolff                          |
| Williams Martini Racing       | Williams-Mercedes       | FW36       | Mercedes PU106A Hybrid | P          | 77 | Valtteri Bottas   | BOT   | Tutti           | Felipe Nasr Susie Wolff                          |
| Marussia F1 Team              | Marussia-Ferrari        | MR03       | Ferrari 059/3          | P          | 17 | Jules Bianchi     | BIA   | 1-15            | Alexander Rossi Will Stevens                     |
| Marussia F1 Team              | Marussia-Ferrari        | MR03       | Ferrari 059/3          | P          | 4  | Max Chilton       | CHI   | 1-16            | Alexander Rossi Will Stevens                     |
| Caterham F1 Team              | Caterham-Renault        | CT05       | Renault Energy F1      | P          | 10 | Kamui Kobayashi   | KOB   | 1-11, 13-16, 19 | Robin Frijns Alexander Rossi Roberto Merhi       |
| Caterham F1 Team              | Caterham-Renault        | CT05       | Renault Energy F1      | P          | 45 | André Lotterer    | LOT   | 12              | Robin Frijns Alexander Rossi Roberto Merhi       |
| Caterham F1 Team              | Caterham-Renault        | CT05       | Renault Energy F1      | P          | 9  | Marcus Ericsson   | ERI   | 1-16            | Robin Frijns Alexander Rossi Roberto Merhi       |
| Caterham F1 Team              | Caterham-Renault        | CT05       | Renault Energy F1      | P          | 46 | Will Stevens      | STE   | 19              | Robin Frijns Alexander Rossi Roberto Merhi       |

## Circuiti e gare

La Formula 1 si trasferirà in Russia per la prima volta nel 2014, con la disputa del Gran Premio di Russia sul circuito di Soči.

Una prima novità, assoluta, prevista dal calendario iridato, era il Gran Premio d'America, da tenersi sul tracciato cittadino di Port Imperial Street nel New Jersey. La gara era già prevista nel calendario del 2013, ma è stata rimandata a causa dei ritardi occorsi nell'ottenimento dei permessi da parte delle autorità locali. Il Gran Premio è stato cancellato dal calendario iridato in quanto il circuito non è stato ancora approvato.
Il calendario prevede anche l'esordio del Gran Premio di Russia, gara che verrà disputata a Soči, località sulle sponde del Mar Nero. La gara si corre su un circuito stradale cittadino costruito intorno al Parco olimpico, dove si sono tenuti i Giochi olimpici invernali 2014. Il Comitato Olimpico Internazionale aveva avvertito che avrebbe cercato di convincere gli organizzatori a posticipare la corsa al 2015, se si fossero riscontrate interferenze tra la costruzione del circuito e i preparativi per Giochi olimpici invernali. È il primo Gran Premio di Russia dal 1914, e la prima volta che il paese ospita un Gran Premio di Formula 1. Gli organizzatori del gran premio sono stati premiati dalla FOM col Race Promoters' Trophy per il 2014, quale gara meglio organizzata nella stagione.
Il 23 luglio 2013, tramite una dichiarazione congiunta, Bernie Ecclestone e Dietrich Mateschitz, titolare della Red Bull Racing, hanno formalizzato il ritorno del Gran Premio d'Austria nel calendario iridato. Il tracciato che ospiterà l'evento sarà il Red Bull Ring, nome attuale del circuito sito a Spielberg bei Knittelfeld, già sede della gara coi nomi di Österreichring e A1-Ring, anche se diversamente rimaneggiato. La gara, valida 26 volte per il campionato mondiale, manca in calendario dal 2003.
Un altro rientro, previsto per il 2014, riguardava il Gran Premio del Messico, che manca dal calendario iridato da ventidue anni. La gara sarebbe stata disputata nella tradizionale sede dell'Autodromo Hermanos Rodríguez di Città del Messico. Il Gran Premio, incluso inizialmente nel calendario, non verrà disputato nel 2014 per via della non approvazione del tracciato da parte della FIA.
Viceversa, nell'agosto del 2013, il Gran Premio d'India è stato escluso dal calendario mondiale per il 2014. La gara verrà probabilmente ricollocata nella prima parte del 2015, anche se Vicky Chandhok, presidente della Federazione Motoristica Indiana, ha affermato di temere che la gara non rientrerà nel calendario iridato dal 2015.
Il Gran Premio del Bahrein verrà corso al tramonto, con partenza alle 18 ora locale, similmente a quello di Abu Dhabi. La decisione di disputare la gara in notturna è stata presa per festeggiare il decimo anniversario del Gran Premio.
Il circuito di Hockenheim tornerà ad ospitare il Gran Premio di Germania, in linea con l'accordo, stabilito nel 2008, di far ospitare il Gran Premio in alternanza col circuito del Nürburgring. L'ultima gara ospitata dall'Hockenheimring venne disputata nel 2012.
Nel marzo del 2012, Bernie Ecclestone aveva annunciato un accordo con gli organizzatori del Gran Premio di Spagna, affinché dal 2013 la gara venisse disputata, in anni alterni, sul Circuito di Catalogna e su quello di Valencia, in precedenza sede del Gran Premio d'Europa, dal 2008 al 2012, alternanza smentita però successivamente dai dirigenti del Circuito di Catalogna. Dopo che il tracciato di Montmeló aveva ospitato la gara nel 2013, quella del 2014 avrebbe dovuto disputarsi a Valencia. Tuttavia, a causa delle difficoltà finanziarie degli organizzatori valenciani, la gara iberica rimase sul tracciato catalano.

## Riprese televisive
A partire dalla stagione precedente, e fino al 2017, Sky detiene l'esclusiva per la trasmissione in diretta in Italia di tutti i Gran Premi; secondo gli accordi, la Rai può trasmettere in diretta nove Gran Premi in stagione e i restanti dieci esclusivamente in differita.

## Modifiche al regolamento

### Regolamento tecnico
La maggiore innovazione tecnica è l'ingresso di una nuova formula per i motori, con il ritorno del turbocompressore, per la prima volta dal 1988. I nuovi motori saranno dei 6 cilindri a V di 90° da 1,6 litri con un cambio semi automatico a otto rapporti. Le norme impongono l'uso di un motore con bancata a novanta gradi, con asse dell'albero a gomiti fisso e punti di montaggio per il telaio, mentre i motori saranno limitati a 15 000 giri al minuto. I motori dovevano durare almeno 4000 km contro i 2000 previsti per i motori usati fino al mondiale 2013, infatti ora saranno disponibili solo 5 motori contro gli 8 precedenti
Il Kinetic Energy Recovery System (noto dal 2009 al 2013 come KERS, e dal 2014 rinominato ERS-K) è stato incorporato nel motore ed il suo utilizzo è stato incrementato; la sua funzione di fonte di energia supplementare è stata presa dall'introduzione dell'unità di recupero del calore Energy Recovery System (ERS). L'unità ERS cattura il calore di scarto dissipato dal turbocompressore nei gas di scarico, utilizzando un apparecchio elettrico noto come Heat Motor Generator Unit. Successivamente tale energia viene trasformata in carica elettrica e immagazzinata nelle batterie fino a quando non è utilizzato da un sistema complementare chiamato Kinetic Motor Generator Unit. Questo dispositivo è collegato direttamente alla trasmissione per fornire la potenza supplementare nel modo più diretto ed efficace. La combinazione con l'ERS-K forniva ai piloti una potenza supplementare di 120 kW per 33 secondi a giro, sensibilmente superiori rispetto ai 60 kW per sei secondi a giro erogati dai KERS in uso prima del 2014.
Le squadre hanno dovuto utilizzare dispositivi elettronici per la gestione della frenata delle ruote posteriori, visto che la maggiore potenza delle unità ERS-K, renderà la regolazione della forza frenante molto più difficile di quanto accadeva precedentemente.
I regolamenti 2014 hanno richiesto l'uso di musetti più bassi rispetto agli anni precedenti, ai fini della sicurezza. La punta del muso non doveva essere alta oltre 185 millimetri dal suolo, in confronto ai 550 mm consentiti nella stagione 2012. Queste regole sono state modificate nel giugno 2013 in modo da bandire completamente l'uso dei "musi a gradini" utilizzati nel 2012 e nel 2013, che avevano costretto le squadre a progettare una macchina con un muso veramente basso anziché utilizzare una soluzione temporanea.
Le norme pubblicate nell'agosto 2011 prevedevano anche una varietà di cambiamenti alla carrozzeria volti a tagliare il carico aerodinamico, in particolare attraverso l'uso di strette ali anteriori, e un angolo meno profondo al piano principale delle ali posteriori. Queste ulteriori modifiche sono state formalmente abbandonate nel dicembre del 2012, tranne la norma sull'altezza del musetto rispetto al piano stradale.
Al fine di promuovere un risparmio di carburante, la sua portata è stata limitata a 100 kg/h sopra 10 500 giri/minuto; sotto i 10 500 giri/minuto verrà usata una formula per un flusso massimo basato sul numero di giri in uso. La posizione dei tubi di scarico cambierà in modo da essere indirizzata verso l'ala posteriore, impedendo così l'utilizzo degli scarichi soffiati. Tale accorgimento serve a far diminuire la spinta verticale verso il basso sulle gomme posteriori, dovuta alla deportanza extra creata dall'espansione del flusso dei gas caldi provenienti dal motore nel diffusore posteriore, altrimenti estremamente difficile da raggiungere.
Il peso minimo delle vetture è passato da 642 a 690 kg.
L'uso dei falsi supporti per la telecamera è stato vietato. Le squadre avevano precedentemente sfruttato una scappatoia nel regolamento che permetteva loro di aggiungere ulteriori pezzi di carrozzeria al posto dei supporti per le telecamere, sfruttando i vantaggi aerodinamici. Dal 2014 questa scappatoia sarà vietata e i nuovi regolamenti consentono solo supporti effettivamente utilizzabili per il montaggio della telecamera.

### Regolamento sportivo
Al fine di agevolare l'introduzione dei nuovi regolamenti sui motori, la FIA ha proposto la riscrittura delle regole sportive in materia di test invernali. Secondo la proposta, le prove invernali saranno anticipate a gennaio per consentire un ulteriore test, se lo si ritiene necessario, con sedi trasferite lontano dalla Spagna meridionale, in Medio Oriente, in Qatar e in Bahrein, per ridurre al minimo le probabilità di pioggia che potrebbero interrompere le prove.
I test dei giovani piloti, programmati per consentire ai team di valutare i potenziali nuovi piloti, saranno abbandonati a favore di un ritorno dei test a metà stagione. Quattro sedi europee ospiteranno una due giorni di test nella settimana successiva al Gran Premio tenutosi presso il circuito.
Il 28 giugno 2013, le squadre hanno convenuto su una serie di "penalty points" (penalizzazioni) per guida irregolare. Nell'ambito del sistema, la guida irregolare porterà all'assegnazione di un predeterminato numero di punti, in base alla gravità, che verranno sommati nel corso di una stagione, in modo che un conducente verrà escluso da una gara dopo aver accumulato dodici punti di penalità. Qualsiasi pilota che abbia ricevuto un divieto di disputare una gara, riceverà ulteriori cinque punti di penalità come forma deterrente per scoraggiare ulteriormente la guida irregolare.
I piloti hanno potuto utilizzare cinque motori nel corso di una stagione rispetto agli otto consentiti nel 2013. Chi ha utilizzato un sesto motore ha iniziato la gara dalla pit lane, nuova penalizzazione che prende il posto della retrocessione di dieci posizioni sulla griglia di partenza utilizzata nella stagione precedente. Nel caso di sostituzione di singoli elementi del gruppo, tra cui il turbocompressore, l'unità di ERS o KERS a batteria, i conducenti dovranno subire dieci posti di penalizzazione in griglia.
A seguito di una serie di incidenti molto gravi che coinvolsero gli pneumatici nella stagione 2013, particolarmente nel Gran Premio di Gran Bretagna, la FIA ha approvato una risoluzione concedendo alla Pirelli il potere di cambiare la tipologia degli pneumatici usati dai concorrenti, con effetto immediato in caso di necessità.
La velocità massima da tenere nella pit lane viene ridotta da 100 a 80 km/h su tutti i circuiti, tranne a Melbourne, Monte Carlo e Singapore dove il limite di velocità viene ulteriormente abbassato a 60 km/h.
La prima sessione di prove libere del weekend di gara sarà prorogata di trenta minuti in modo da durare due ore, dando così alle squadre la possibilità di utilizzare giovani piloti durante questo lasso di tempo, come alternativa alle prove relative soppresse. Le squadre riceveranno anche un set supplementare di pneumatici per la prima sessione di prove di ogni Gran Premio. Il set supplementare di pneumatici sarà disponibile solo per i primi trenta minuti della sessione, per incoraggiare maggiori percorrenze durante le prove libere.
All'ultima gara della stagione, i punti sono stati raddoppiati (sia per i piloti che per i costruttori) al fine di massimizzare la concentrazione fino alla fine della stagione. Inoltre è stato introdotto un nuovo trofeo, assegnato al pilota che ha conseguito il numero maggiore di pole position durante l'anno. vinto da Nico Rosberg, sempre su Mercedes.
A partire da questa stagione ogni pilota potrà scegliere il proprio numero dal 2 al 99, che dovrà essere utilizzato per tutta la sua carriera in F1. Ovviamente, l'1 sarà riservato al campione in carica che potrà però decidere se usarlo o meno. Sebastian Vettel, il campione del mondo in carica, ha scelto di utilizzare comunque il numero 1.
Inoltre, per infrazioni minori, verranno aggiunti 5 secondi di penalità al tempo totale.
Dal GP degli USA, a seguito del forfait di Caterham e Marussia, viene modificato il format delle qualifiche: nella Q1 e nella Q2 vengono eliminate solo quattro monoposto, per ciascuna fase. Il ritorno alle corse, nel Gran Premio di Abu Dhabi della Caterham, produce una nuova modifica del format delle qualifiche: in questo gran premio, nella Q1, verranno eliminate le cinque vetture più lente; stesso numero anche nella Q2.

## Riassunto della stagione

### Gran Premio d'Australia
La Marussia di Max Chilton resta ferma sulla griglia al via del giro di formazione; viene portata in pit lane. L'altra Marussia, quella di Jules Bianchi, resta invece ferma al semaforo: la procedura di partenza viene interrotta. Le vetture compiono un ulteriore giro di formazione, mentre la durata della gara viene accorciata di un giro.

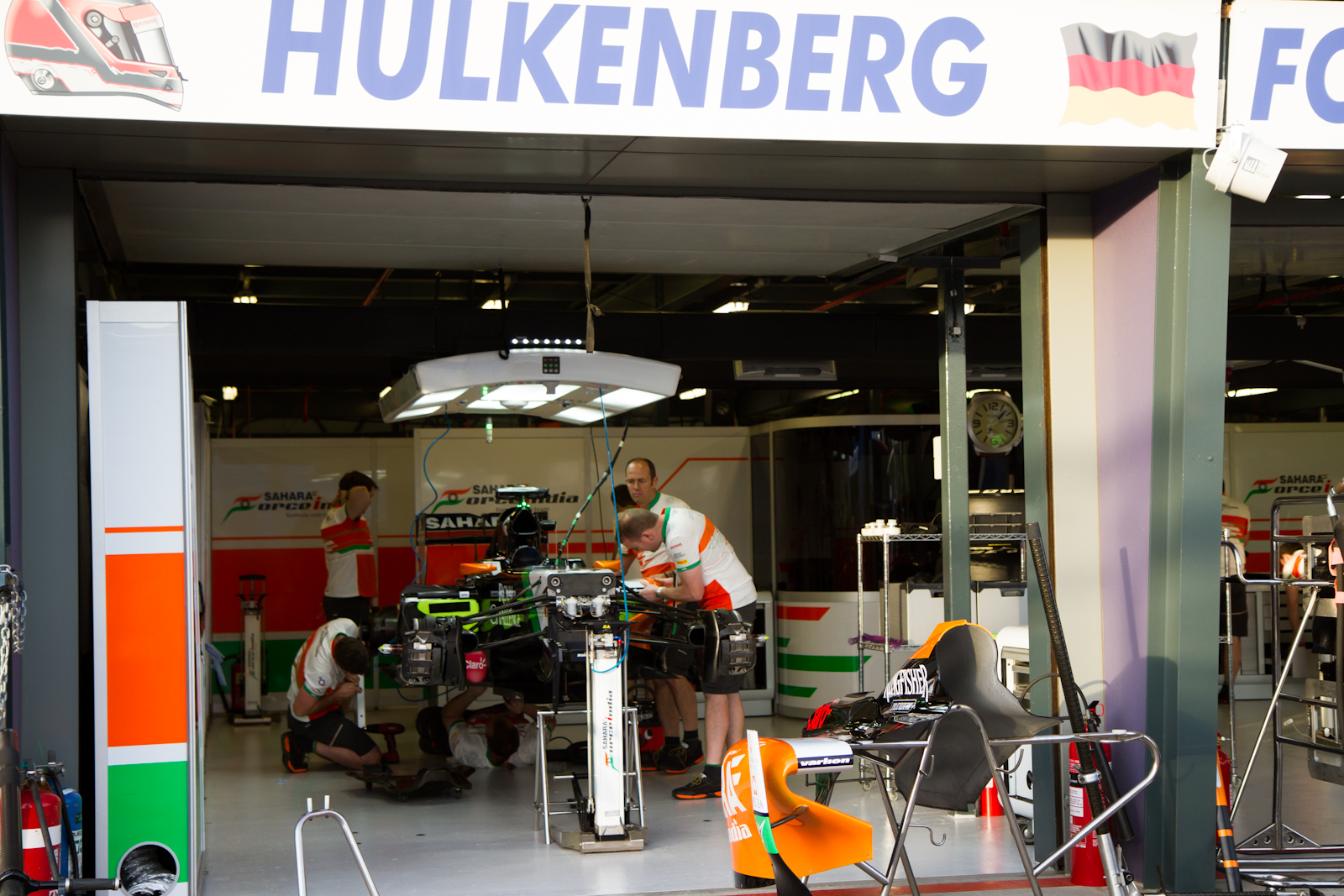
Il box di Nico Hülkenberg al Gran Premio d'Australia.

Al via scatta in testa Nico Rosberg, che precede Daniel Ricciardo, Lewis Hamilton, Kevin Magnussen, Fernando Alonso e Nico Hülkenberg; il tedesco passa lo spagnolo nel primo giro. Alla partenza Kamui Kobayashi va lungo la prima curva e tampona Felipe Massa: si ritirano entrambi.
Nei primi giri si ritirano per problemi al propulsore sia Lewis Hamilton sia Sebastian Vettel. Al settimo giro Valtteri Bottas passa Kimi Räikkönen per il sesto posto, poi va all'attacco di Alonso ma al decimo giro tocca il muretto, ed è costretto ai box per sostituire uno pneumatico. La direzione di gara invia in pista la safety car. Molti piloti ne approfittano per effettuare il cambio gomme.
Al momento della ripartenza Nico Rosberg è ancora al comando, seguito da Ricciardo, Magnussen, Hülkenberg, Alonso e Jenson Button, che avendo cambiato le gomme per primo, scala dal nono al sesto posto. La classifica, almeno nelle prime posizioni, resta immutata fino a metà gara, quando iniziano i secondi cambi gomme. Nelle retrovie si fa largo ancora Bottas, che dal sedicesimo posto, si porta al nono, già al venticinquesimo passaggio.
Tra il giro 32 e il giro 36 vengono effettuati i cambi gomme. Rosberg resta sempre al comando, davanti a Ricciardo e Magnussen. Button scala ora quarto, precedendo Alonso e Hülkenberg. Valtteri Bottas prosegue nella sua rimonta passando prima Jean-Éric Vergne al giro 46 e poi Nico Hülkenberg per il sesto posto al giro 52. Un giro dopo anche Räikkönen passa Vergne.
Nico Rosberg vince per la quarta volta. A podio finiscono per la prima volta Daniel Ricciardo e Kevin Magnussen, primo pilota danese a ottenere questa impresa. A punti termina anche Daniil Kvjat, che a 19 anni, 10 mesi e 18 giorni diventa il pilota più giovane a punti nella storia del mondiale, battendo il record che apparteneva a Sebastian Vettel. Ricciardo viene poi squalificato per un'irregolarità tecnica sulla sua vettura. Sale così sul podio Jenson Button, giunto quarto.

### Gran Premio della Malesia
Al via, con pista asciutta, Lewis Hamilton precede Nico Rosberg: il duo della Mercedes, è seguito da Daniel Ricciardo, Sebastian Vettel, Fernando Alonso e Nico Hülkenberg. Subito dietro Kimi Räikkönen fora una gomma ed è costretto ai box. Al quarto giro Vettel passa il suo compagno di team Ricciardo e si pone alle spalle delle due Mercedes.
Al giro nove Kevin Magnussen è costretto a fermarsi ai box per sostituire il musetto della sua McLaren, danneggiato dal contatto con Räikkönen a inizio gara. Per questo contatto il danese è penalizzato di 5 secondi, da scontarsi nel successivo pit stop. Due giri dopo va al cambio gomme Alonso, seguito al giro 12 da Ricciardo. L'australiano, all'uscita dai box, precede di poco lo spagnolo. Tra il giro 13 e il giro 15 vanno al cambio gomme anche i primi tre della graduatoria. Lewis Hamilton rientra in pista dietro a Hülkenberg, che non ha ancora effettuato il cambio gomme, e riesce a passarlo dopo poche curve.
Tra il 27º e il 32º giro si effettuano le seconde soste per tutti i piloti nella parte alta della classifica. La classifica resta di fatto immutata. Sulla pista cadono poche gocce di pioggia che non costringono i piloti a montare gomme da bagnato. Sebastian Vettel si avvicina nel frattempo a due secondi da Nico Rosberg.
Al giro 40 Daniel Ricciardo effettua il terzo cambio gomme: il team lo rimanda in pista con la gomma anteriore sinistra non bene fissata, tanto che il pilota si ferma immediatamente nella corsia dei box e viene riportato dai meccanici verso la sua piazzola di sosta. L'australiano riparte così nelle retrovie. Inoltre sulla sua vettura si piega, poco dopo, l'alettone anteriore, che rovina nuovamente gli pneumatici. Al giro 42 terzo cambio gomme per Alonso, che rientra in pista dietro a Nico Hülkenberg.
Al giro 49 terzo cambio anche per Vettel, che rientra in pista poco davanti allo stesso Hülkenberg; nei giri seguenti terzo cambio gomme anche per le due Mercedes. Al giro 52, Alonso passa Nico Hülkenberg e si pone quarto.
Lewis Hamilton vince, ottenendo il suo primo Grand Chelem della carriera (pole position, giro più veloce, vittoria rimanendo in testa tutta la gara). Precede Nico Rosberg, Sebastian Vettel e Fernando Alonso.

### Gran Premio del Bahrain

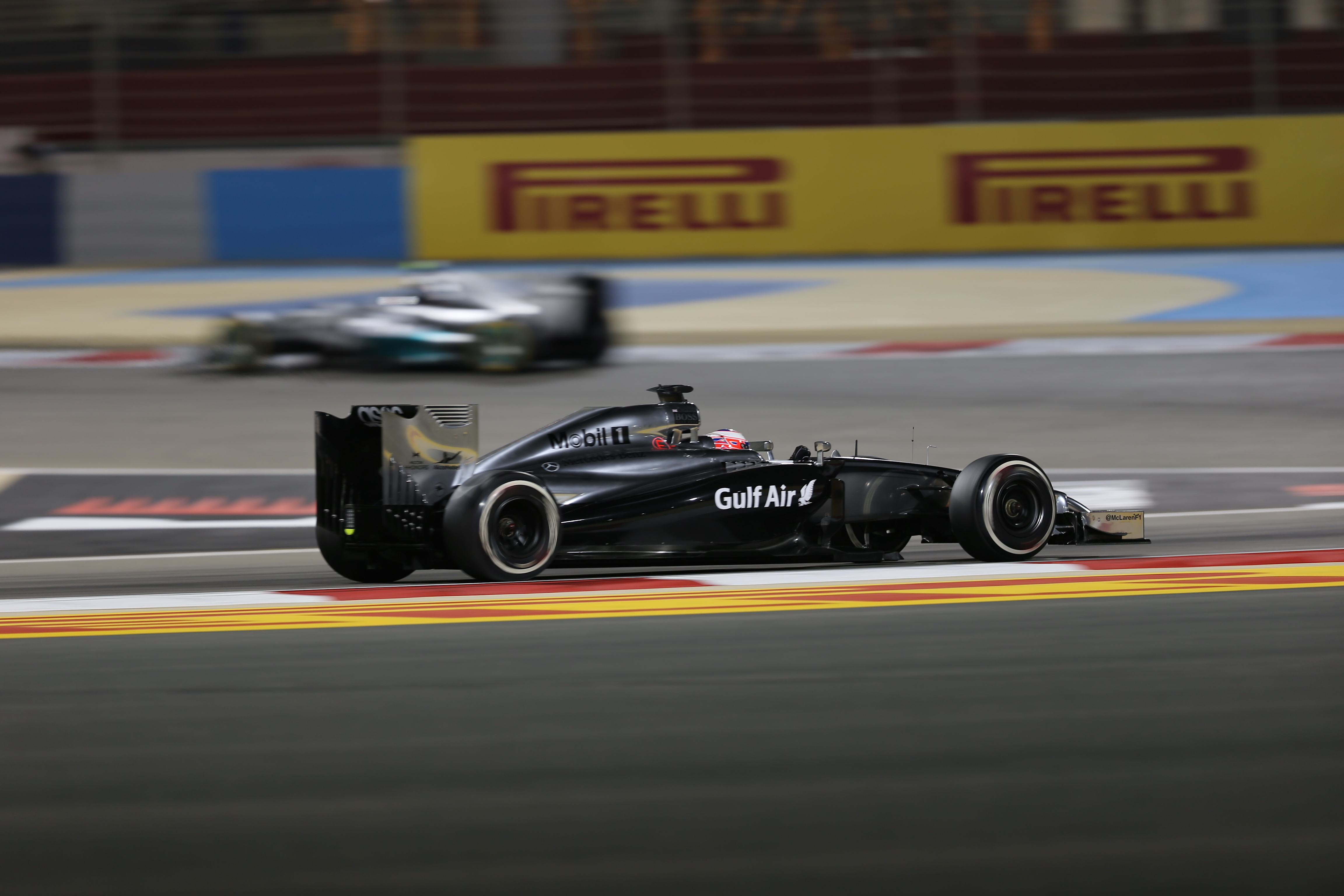
Jenson Button costretto al ritiro a un giro dal termine nel GP del Bahrain, per la prima volta corso in notturna.

In partenza Lewis Hamilton scatta meglio di Nico Rosberg e assume il comando della corsa. Nel primo giro il tedesco attacca il britannico ma senza riuscire a prevalere. Felipe Massa è autore di un'ottima partenza e s'installa al terzo posto, seguito da Sergio Pérez, Valtteri Bottas, Jenson Button, Fernando Alonso, Nico Hülkenberg e Kimi Räikkönen.
Al quinto giro Hülkenberg sorpassa Alonso; cinque giri dopo Bottas perde prima una posizione nei confronti di Button, poi dello stesso Hülkenberg. Al dodicesimo giro anche l'altro pilota della Williams Felipe Massa deve cedere la posizione a Pérez, che ora è terzo.
Tra il giro 11 e il giro 17 vanno al primo cambio gomme tutti i migliori della graduatoria, ad eccezione delle due Mercedes. La classifica, dietro al duo Hamilton-Rosberg, vede ora terzo Bottas, seguito da Massa e dalle due Force India. Al giro 18 Rosberg attacca Hamilton per la prima posizione, passandolo alla prima curva, ma l'inglese risponde e torna ancora al comando. La lotta si ripropone il giro seguente, ma ancora Lewis Hamilton resta leader della corsa. Al giro 20 il britannico effettua il suo pit stop, mentre Rosberg attende il giro 22. Rientrando in pista il tedesco rimane dietro al britannico.
Al giro 25 Valtteri Bottas effettua il secondo cambio gomme: scala terzo Massa, insidiato dalle due Force India. Hülkenberg tenta di passare il brasiliano, ma senza successo, tanto che viene passato anche da Sergio Pérez. Massa è poi passato da entrambi nel corso del ventottesimo passaggio. Un giro dopo il brasiliano va ai box, così come Fernando Alonso, che è settimo.
Dietro alle Force India c'è ora Jenson Button, seguito da Sebastian Vettel, Kimi Räikkönen e Daniel Ricciardo. Bottas piomba su questi ultimi due, passa Ricciardo, ma sbaglia la frenata alla prima curva ed esce di pista, potendo però poi rientrare. Al giro 32 Räikkönen è sorpassato da Ricciardo, e un giro dopo anche da Massa. Ancora un giro e il finlandese effettua il secondo cambio-gomme.
Al 35º giro vanno al cambio gomme Pérez e Vettel, un giro dopo Button e Hülkenberg. Al giro 38 Massa effettua ancora un cambio gomme. La gara è sempre dominata da Lewis Hamilton che guida davanti al compagno di team Nico Rosberg; seguono poi distanziate le due Force India, Valtteri Bottas, Fernando Alonso, Jenson Button, le due Red Bull Racing e Felipe Massa.
Al quarantesimo giro Pastor Maldonado colpisce la Sauber di Esteban Gutiérrez: la vettura si ribalta ricadendo però sulle ruote. La direzione di corsa decide di inviare in pista la safety car. Durante il periodo in cui è in pista la vettura di sicurezza vanno al cambio gomme sia le due Mercedes, che le due Ferrari. La gara riparte al giro 46: Lewis Hamilton è sempre al comando mentre Jenson Button perde subito due posizioni.
Rosberg si avvicina a Hamilton e i due innescano uno spettacolare duello. Il tedesco, che gode di pneumatici a mescola morbida contro quelli a mescola dura del compagno, tenta a più riprese di passare il britannico il quale però mantiene sempre il comando della gara. Al giro 50 Daniel Ricciardo ottiene strada da Vettel e si pone al quinto posto: il campione del mondo è passato anche da Hülkenberg. A un giro dal termine si ritira Button. Lewis Hamilton vince per la ventiquattresima volta, precedendo Nico Rosberg e Sergio Pérez.

### Gran Premio di Cina

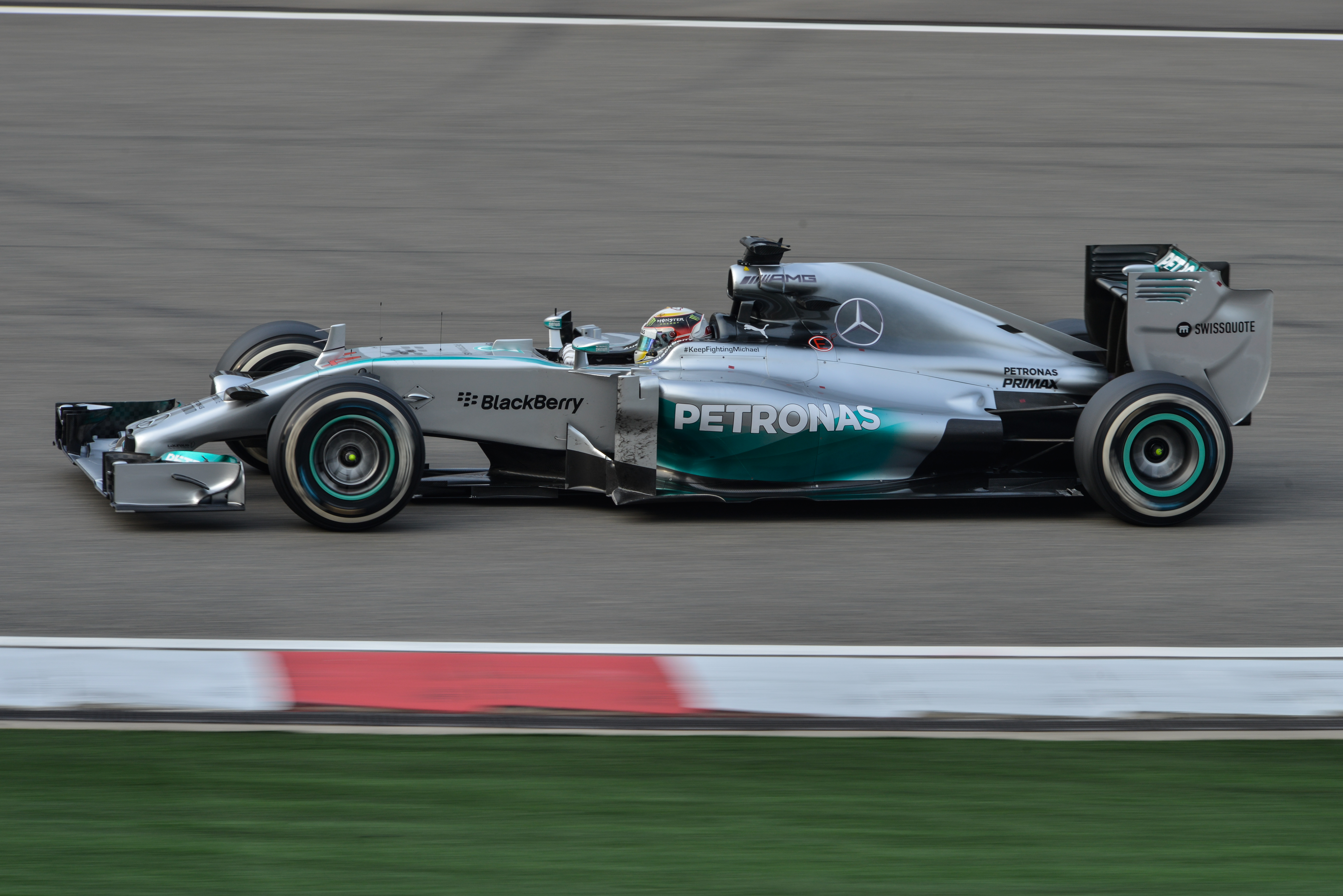
Lewis Hamilton su Mercedes si aggiudica la gara in Cina davanti al compagno di scuderia Nico Rosberg.

La gara, a differenza delle qualifiche, si svolge su pista asciutta. Allo spegnimento dei semafori Lewis Hamilton mantiene il comando, seguito da Sebastian Vettel, Fernando Alonso (che ha anche un contatto con Felipe Massa), Daniel Ricciardo e lo stesso Massa. Più dietro le vetture di Nico Rosberg e Valtteri Bottas si toccano, ma entrambi possono proseguire la gara.
Al quarto giro inizia la rimonta di Rosberg che passa prima Massa, poi, al giro 8 anche Ricciardo. Tre giri dopo va al primo cambio gomme Felipe Massa: un problema sulle ruote posteriori lo ferma ai box per un lungo tempo. Al giro 12 va al pit stop anche Alonso, mentre Sebastian Vettel compie ancora un giro. Il tedesco, dopo il suo cambio gomme, si trova dietro allo spagnolo. Rosberg va al cambio gomme al giro 14; due giri dopo tocca anche a Ricciardo.
Al giro 22 Rosberg recupera ancora una posizione passando Vettel, per il terzo posto. Il campione del mondo sconta dei problemi con la sua Red Bull, tanto da lasciare strada anche a Daniel Ricciardo, suo compagno di scuderia, al giro 25. La gara vede sempre al comando Lewis Hamilton, seguito da Fernando Alonso, Nico Rosberg, Daniel Ricciardo, Sebastian Vettel, Nico Hülkenberg e Valtteri Bottas.
Ormai seguito a breve distanza da Rosberg, al trentaquattresimo giro, Fernando Alonso va al secondo cambio gomme: ciò gli consente, con gomme fresche, di ampliare il margine sul tedesco della Mercedes. Rosberg e Ricciardo vanno nuovamente a cambiare gli pneumatici al 38º passaggio. Un giro dopo anche il battistrada Hamilton cambia le gomme.
Al quarantatreesimo giro Nico Rosberg supera Alonso e si posiziona al secondo posto. Negli ultimi giri Ricciardo si avvicina ad Alonso, senza riuscire però ad impensierirlo. A un giro dalla fine viene esposta erroneamente la bandiera a scacchi: tutti i piloti proseguono regolarmente fino al termine del giro 56, anche se, al termine della gara, la classifica è quella stilata al giro 54.
Lewis Hamilton, per la prima volta nella sua carriera in F1, vince tre gare di seguito, precedendo Nico Rosberg e Fernando Alonso.

### Gran Premio di Spagna
Lewis Hamilton, partito dalla pole position, mantiene la testa della gara, davanti a Nico Rosberg, Valtteri Bottas, Daniel Ricciardo, Romain Grosjean e le due Ferrari. Nel corso del primo giro vi è un contatto tra Kevin Magnussen e Sebastian Vettel, ma senza conseguenze per le due vetture. Per un altro contatto, tra Kamui Kobayashi e Pastor Maldonado, il venezuelano è penalizzato con 5 secondi da scontarsi durante il cambio gomme.
Al dodicesimo passaggio Vettel, ora in quattordicesima posizione, effettua il primo cambio gomme. Due giri dopo tocca a Ricciardo, poi a Grosjean, al giro 16 ad Alonso, mentre un giro dopo è il turno di Räikkönen. Hamilton va al cambio gomme al giro 18, al ventesimo tocca a Bottas, mentre un giro dopo è il turno di Rosberg. Al giro 25, dopo un tentativo nel giro precedente, Kimi Räikkönen infila Grosjean per il quinto posto. Dopo i pit stop Ricciardo ha preso una posizione a Bottas, entrando sul podio virtuale. Vettel risale fino alla nona posizione.
Anche con le seconde soste, effettuate tra il giro 34 e il giro 45 la classifica rimane invariata. Vettel scala altre due posizioni, ed è settimo. Rosberg cambia gli pneumatici due giri dopo Hamilton, restandogli però sempre distante al secondo posto. Negli ultimi giri però il tedesco si avvicina a Hamilton, che sconta un maggior degrado delle gomme. Fernando Alonso effettua la terza sosta al cinquantaquattresimo passaggio, ma viene subito passato, al rientro in pista, da Sebastian Vettel. Il tedesco passa, poco dopo, anche Räikkönen. Al giro 63 Vettel sorpassa Bottas ponendosi quarto: dietro Alonso passa il compagno di scuderia per il sesto posto.
Nico Rosberg si avvicina a Hamilton senza riuscire però a passarlo. Per il britannico è il ventiseiesimo successo, quarto consecutivo. Daniel Ricciardo conquista il suo primo podio nel mondiale, dopo la squalifica nel GP d'Australia, dove era giunto secondo.

### Gran Premio di Monaco
Nico Rosberg scatta al comando, seguito da Lewis Hamilton, poi Sebastian Vettel, Kimi Räikkönen, Daniel Ricciardo e Fernando Alonso. Al Mirabeau Sergio Pérez viene colpito da Jenson Button: la vettura si intraversa e si pone in mezzo al tracciato, costringendo i commissari di gara a inviare in pista la safety car.
Al settimo giro, dopo un pit stop, Vettel si ritira per una perdita di potenza del suo motore. All'undicesimo giro si ritira anche Daniil Kvjat, per un problema tecnico, mentre era decimo.
La gara prosegue col dominio del duo della Mercedes fino al giro 25 quando Adrian Sutil perde il controllo della sua Sauber, poco fuori del Tunnel; la vettura di sicurezza viene nuovamente inviata in pista. Vanno al cambio gomme tutti i migliori. La classifica resta di fatto invariata tranne che per Räikkönen, che colpito da una vettura durante il regime di safety car, subisce la foratura di uno pneumatico ed è costretto a un secondo pit stop, che lo fa retrocedere in quattordicesima posizione.
Durante le fasi del cambio gomme viene sfiorata la collisione tra Vergne e Magnussen. Alla ripartenza della gara il danese riesce comunque a passare il francese. Anche Nico Hülkenberg passa il pilota della McLaren. Poco dopo Vergne viene penalizzato con un drive through per la manovra ai box. La classifica vede sempre in testa le due Mercedes, seguite da Ricciardo, Alonso, Massa (che non ha ancora effettuato il pit stop), Hülkenberg, Magnussen e Button.

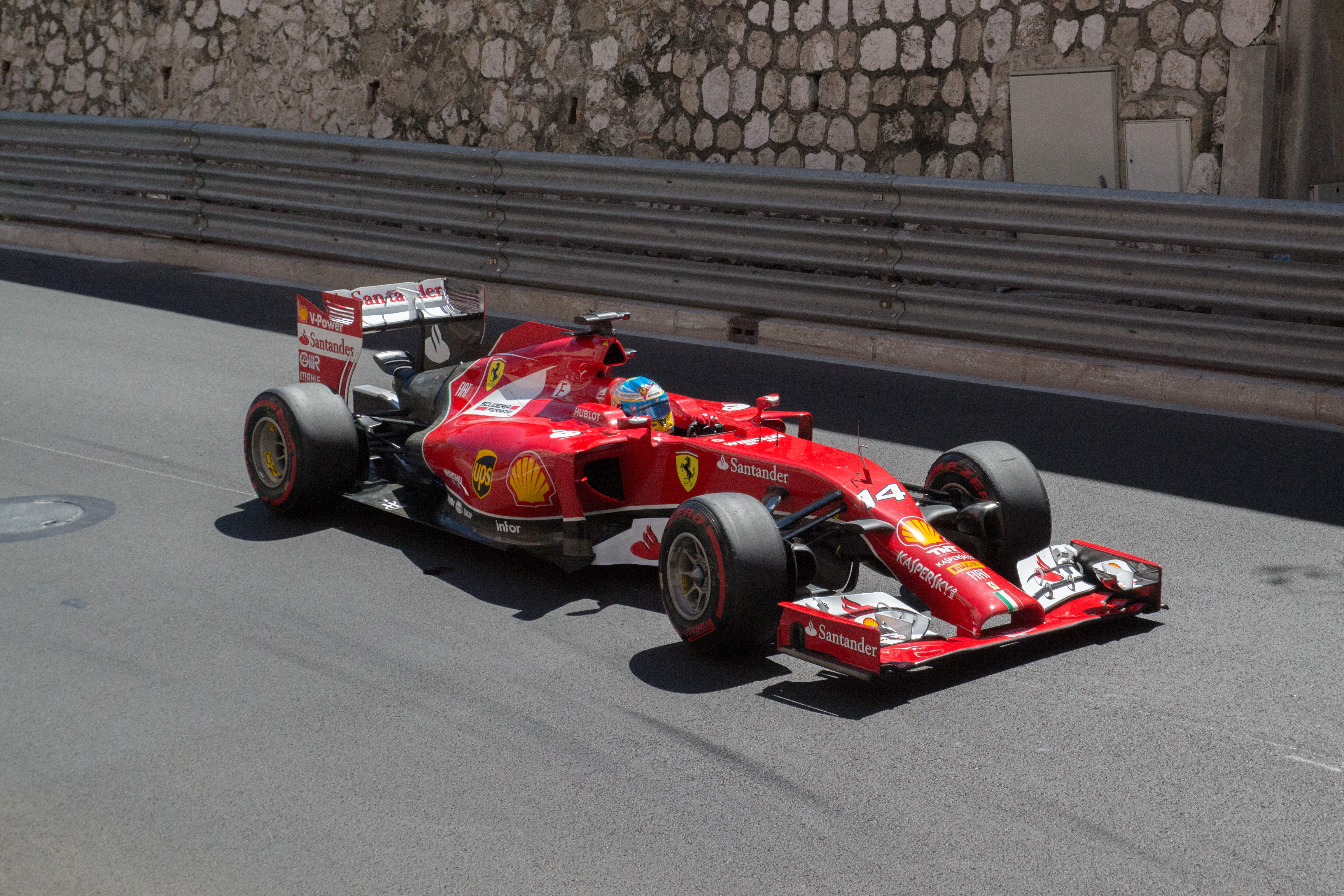
Fernando Alonso impegnato con la Ferrari nel GP di Monaco, ove giunge quarto.

Felipe Massa cambia le gomme al giro 45, e scende in graduatoria all'undicesimo posto. Al giro 52 Vergne si ritira per un problema al motore della sua STR. Cinque giri più tardi anche Valtteri Bottas (ottavo) abbandona per un guasto tecnico. Viene inoltre comunicato che, al tempo di Jules Bianchi, verranno, al termine della gara, aggiunti cinque secondi per aver scontato una precedente penalizzazione in regime di safety car.
Un altro ritiro si verifica al giro 61: Esteban Gutiérrez finisce contro le protezioni alla Rascasse, danneggiando irreparabilmente la sua Sauber. Intanto Lewis Hamilton deve rallentare la sua corsa perché qualcosa gli è entrato nell'occhio, disturbandogli la visuale. Al settantaduesimo giro Button passa Magnussen per la sesta piazza. Un giro dopo anche Kimi Räikkönen tenta di passare il danese, al tornantino, ma le due vetture si toccano, ed entrambi perdono diverse posizioni.
Nico Rosberg vince per la seconda volta consecutiva a Monaco e torna in testa al mondiale. Secondo giunge Lewis Hamilton, che negli ultimi giri riesce a non farsi sopravanzare da Ricciardo. Jules Bianchi chiude nono, conquistando i primi punti iridati per lui e per la Marussia.

### Gran Premio del Canada
Al via parte bene Hamilton, che scavalca il compagno di squadra, tuttavia alla prima curva Rosberg resiste e costringe il compagno ad allargare e a cedere la posizione non solo a lui, ma anche a Sebastian Vettel. Intanto nelle retrovie le due Marussia entrano a contatto, e Jules Bianchi va a sbattere contro le barriere di protezione, distruggendo la propria vettura.
Entra quindi in pista la Safety Car, mentre gli addetti rimuovono le vetture incidentate e il liquido perso dalla vettura del francese. Quando la gara riparte, Hamilton conquista subito la posizione su Vettel, e assieme a Rosberg semina il vuoto. Tutti si fermano ai box, tranne le due Mercedes e le due Force India. Nonostante un problema ai box, Felipe Massa recupera la posizione su Alonso, che era riuscito a superarlo. Sembra che il GP riservi il solito dominio Mercedes, tuttavia entrambe le vetture accusano dei problemi e rallentano notevolmente. Quando anche le frecce d'argento e le Force India si fermano, Felipe Massa va in testa, tuttavia poco dopo si ferma per la seconda sosta ai box, così come gli altri.
Hamilton si ritira per un problema d'affidabilità, e Rosberg si trova dietro un trenino di vetture che lottano per la vittoria. Räikkönen è autore di un testacoda che lo fa sprofondare fuori dalla zona punti, mentre Alonso è settimo, preceduto da Jenson Button, che lo ha da poco superato. Si mette in luce Massa, che supera l'ex compagno di squadra e Button, e si mette a caccia delle due Red Bull. Sia Daniel Ricciardo che Sebastian Vettel superano Nico Hülkenberg e Sergio Pérez, che vengono pressati anche da Massa.
Mentre con Hülkenberg non ha problemi, Massa, che è il più veloce in pista, tenta l'attacco a Pérez nei giri finali e i due entrano in collisione. Dopo aver toccato il messicano, Massa va a sbattere contro le barriere di protezione ad alta velocità, e va a finire in ospedale per accertamenti. Pérez, tentando un'azzardata manovra difensiva ha compromesso la propria gara, rischiando anche di finire addosso a Sebastian Vettel e verrà pertanto penalizzato di 5 posizioni nel prossimo gran premio. Hülkenberg viene passato anche da Jenson Button, ma riesce a tenere la posizione su Alonso. Le Red Bull si avvicinano ad un Rosberg sempre più in difficoltà, con Daniel Ricciardo che riesce a superarlo. Vettel rimane dietro al connazionale, ma si accontenta del terzo posto.
Vince così, per la prima volta in carriera, Daniel Ricciardo, che spezza il dominio delle Mercedes. Vanno sul podio anche Rosberg e Vettel, che precedono Jenson Button e Nico Hülkenberg.

### Gran Premio d'Austria
Felipe Massa mantiene il comando, seguito da Nico Rosberg: il tedesco è però passato, già nel corso del primo giro da Valtteri Bottas. Seguono Fernando Alonso, Lewis Hamilton (in recupero dalla nona posizione di partenza), poi Kevin Magnussen, Kimi Räikkönen, Daniel Ricciardo e Nico Hülkenberg. Sebastian Vettel, nel corso del secondo giro, accusa una perdita di potenza, e perde, di fatto un giro. Il problema elettronico viene resettato e il tedesco può ricominciare a girare con il suo passo di gara normale.
All'ottavo giro va al cambio gomme Hülkenberg, seguito due giri dopo da Ricciardo, Magnussen e Daniil Kvjat. Nei giri seguenti vanno al cambio tutti i piloti di testa. Al giro 14 tocca a Massa, due giri dopo Rosberg, e uno dopo Hamilton: il brasiliano rientra in gara dietro al duo della Mercedes e anche dietro a Bottas. La gara è ora condotta da Sergio Pérez, che non ha ancora cambiato gli pneumatici. Dietro al messicano c'è ora Rosberg, poi Bottas, Hamilton, Massa, Button e Alonso.
Al giro 25 c'è il ritiro per Daniil Kvjat, per un guasto alla sospensione posteriore sinistra. Un giro dopo Rosberg passa a condurre: Pérez, oltre che dal tedesco, è infilato subito anche da Bottas, e nei giri seguenti, anche da Hamilton e Massa. Tra il giro 38 e il giro 42 c'è un nuovo turno di cambi gomme. In classifica Hamilton ora precede Bottas. Negli ultimi giri vi è da registrare solo il recupero di Pérez, che coglie il sesto posto dopo un sorpasso su Magnussen.
Nico Rosberg vince la sua sesta gara in carriera, davanti a Lewis Hamilton e a Valtteri Bottas, che conquista così il suo primo podio.

### Gran Premio di Gran Bretagna

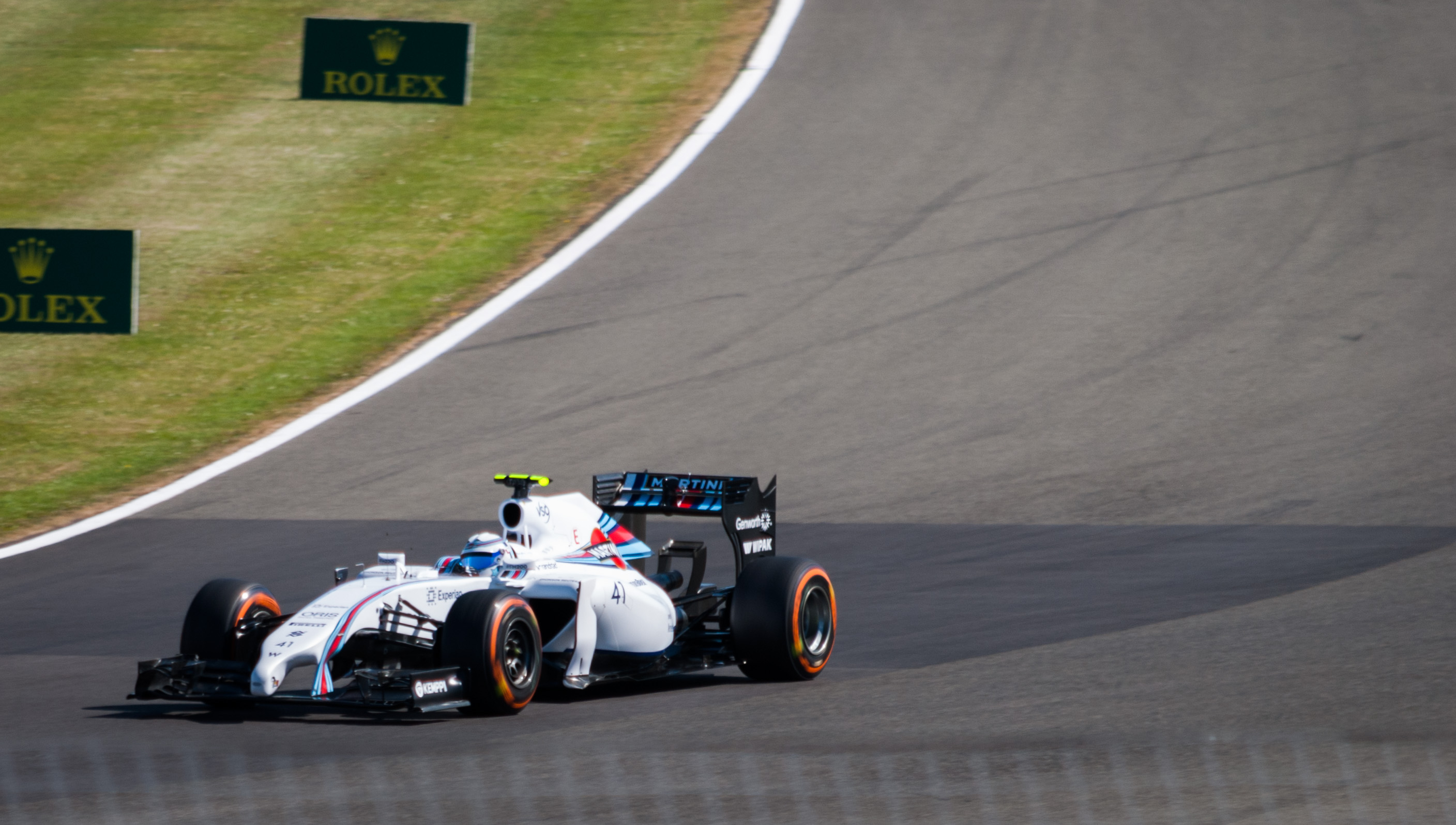
Nel corso delle prove libere fa il suo esordio Susie Wolff, su Williams. È la prima donna a competere durante un fine settimana del mondiale di F1 dopo 22 anni.

Nico Rosberg mantiene il comando al via, seguito dalle due McLaren, Sebastian Vettel e Lewis Hamilton. Il britannico, già nel corso del primo giro, al Loop passa il tedesco. All'uscita della curva Aintree Kimi Räikkönen esce dal tracciato, rientra in pista, ma perde il controllo della sua Ferrari, andando a sbattere contro le protezioni e rientrando nuovamente in pista. La sua vettura non può essere evitata da Kamui Kobayashi, da Felipe Massa e da Max Chilton. Tutti e quattro restano incolumi. Non possono proseguire Kimi Räikkönen e Felipe Massa, mentre Max Chilton rientra ai box in regime di bandiera rossa (e semaforo rosso della pit-lane) e quindi viene penalizzato con un drive through. La direzione decide di sospendere la gara per consentire di rimettere a posto il guardrail danneggiato dalla vettura del finlandese.
La gara ricomincia dopo circa un'ora, con le vetture schierate in griglia sulla base della classifica al momento dell'interruzione. Già al terzo giro Hamilton passa Magnussen, mentre Valtteri Bottas supera Daniil Kvjat e Daniel Ricciardo e si pone sesto. Un giro dopo Hamilton ha la meglio su Button, ponendosi in seconda posizione. Risale nel frattempo anche Fernando Alonso, che è settimo, dopo aver superato sia Nico Hülkenberg che Ricciardo.
Al giro 11 iniziano i primi pit stop per i piloti di testa, con Sebastian Vettel. Le McLaren continuano a perdere posizioni: Bottas passa sia Magnussen che Button, ed è terzo, mentre Alonso ha la meglio sul danese, e s'installa al quinto posto. Al giro 18 c'è il cambio gomme per Rosberg che rientra secondo, alle spalle di Hamilton, che cambia solo al giro 25, restituendo la posizione di testa al compagno di scuderia. Un giro dopo è il turno per Alonso che si trova a scontare anche 5 secondi di stop&go, per errato posizionamento sulla griglia al momento della prima partenza.
Il duo della Mercedes comanda la gara, davanti a Valtteri Bottas, Jenson Button, Sebastian Vettel, Daniel Ricciardo e Fernando Alonso. Al ventinovesimo giro Rosberg è costretto al ritiro per un guasto al cambio. Un giro dopo cambio gomme per Button, che scala quinto. Al giro 32 tocca invece a Bottas, che riparte terzo, dietro a Vettel.
Il tedesco campione del mondo effettua la sua seconda sosta al giro 34: appena rientrato in pista viene passato da Alonso alla Copse. I due danno vita a un lungo duello per la quinta posizione, che si conclude al giro 47, quando il pilota della Red Bull Racing passa il ferrarista alla Brooklands. Negli ultimi giri Button recupera terreno su Ricciardo, ma senza riuscire a impensierirlo. Lewis Hamilton vince per la ventisettesima volta, come Jackie Stewart. Valtteri Bottas e Daniel Ricciardo completano il podio.

### Gran Premio di Germania
Nico Rosberg conserva la testa della gara al via, ma già alla prima curva c'è un contatto tra Felipe Massa e Kevin Magnussen: ha la peggio il brasiliano che si capotta, ed è costretto al ritiro. La direzione di gara invia in pista la safety car che guida il gruppo per i primi due giri. Alla ripartenza Rosberg è primo, seguito da Valtteri Bottas, Sebastian Vettel, Fernando Alonso, Nico Hülkenberg, Jenson Button, Daniil Kvjat e Sergio Pérez. Il messicano, nel corso del terzo giro, passa il russo della Toro Rosso.

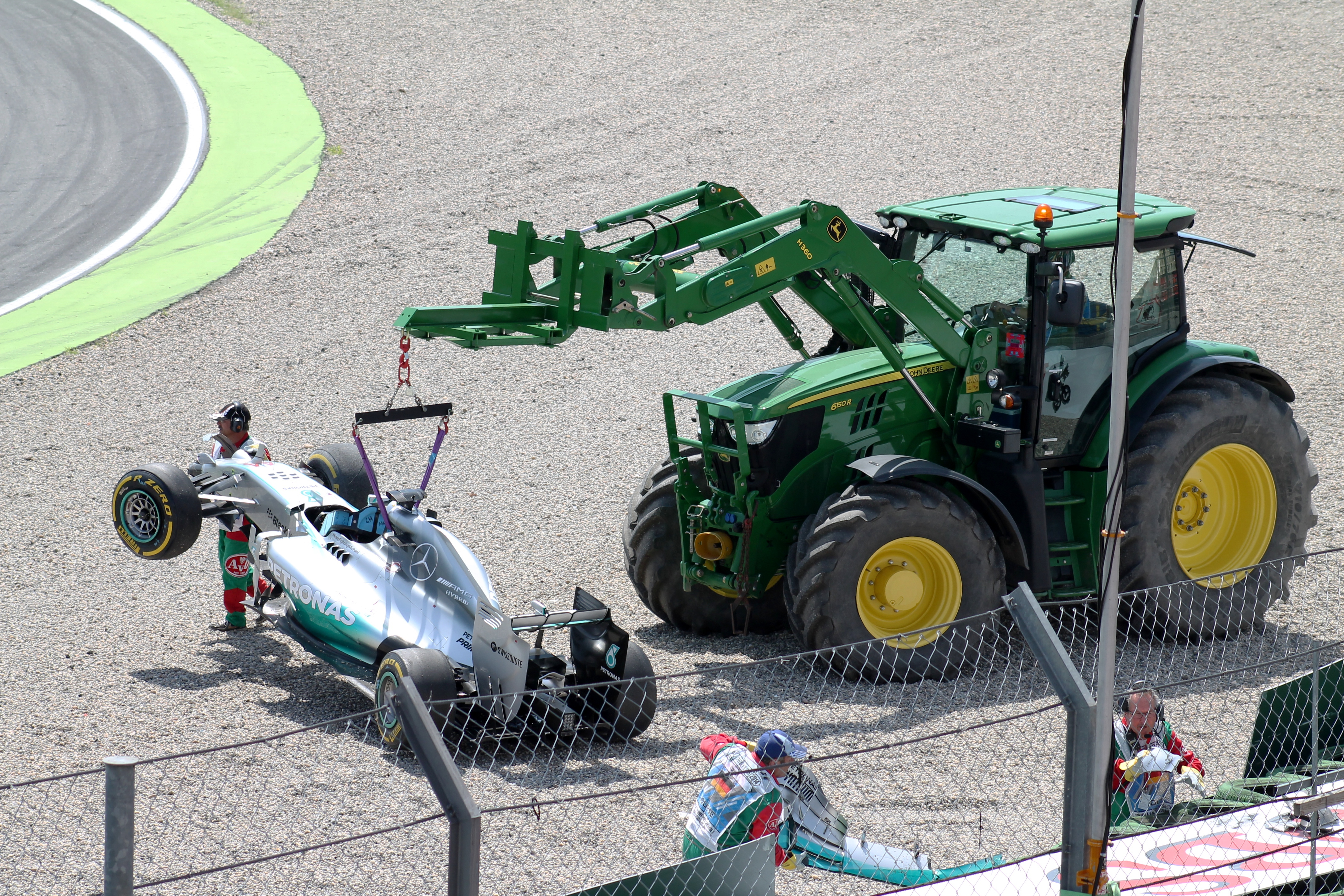
Lewis Hamilton esce di pista durante le qualifiche. Partito ventesimo, giungerà terzo.

Kvjat tenta al giro nove di riprendersi la posizione, ma tocca la vettura del messicano, va in testacoda, e scende in classifica. Chi invece recupera diverse posizioni è Lewis Hamilton, partito dal ventesimo posto. Il britannico si trova, al decimo passaggio, già in zona punti. Al tredicesimo giro Hamilton sfrutta un attacco di Kimi Räikkönen su Daniel Ricciardo al tornante, e riesce a passare entrambi, scalando così in settima posizione. Fernando Alonso aveva già effettuato, un giro prima il suo primo pit stop. Al giro 14 tocca anche a Hülkenberg e Vettel: i due mantengono il vantaggio sullo spagnolo.
Al giro 15 c'è il primo cambio gomme anche per i primi due della graduatoria Rosberg e Bottas. Dietro Vettel attacca Räikkönen con successo, imitato nello stesso istante anche da Alonso. Il finnico scende così in sesta piazza. La classifica vede al comando Rosberg, seguito da Lewis Hamilton (che non ha ancora effettuato soste), poi Valtteri Bottas, Vettel e Alonso. Al giro 19 Hamilton cede la posizione a Bottas, mentre Nico Hülkenberg prende il sesto posto di Kimi Räikkönen. Quest'ultimo effettua il cambio gomme al giro 21, mentre al giro 29 è il turno di Hamilton, che rientra ottavo in pista ma passa subito Daniel Ricciardo. L'inglese prosegue nella rimonta tentando di passare l'ex compagno Jenson Button: i due si toccano. Un giro la manovra riesce un giro dopo, con Hamilton che si scusa con Button per l'accaduto del giro precedente.
Al trentatreesimo giro secondo pit stop per Alonso, imitato un giro dopo da Vettel. Il tedesco rientra davanti allo spagnolo che però passa subito. Al giro 37 tutti e due passano Hülkenberg. Tra il giro 40 e il giro 42 effettuano la seconda sosta Bottas, Rosberg, e Hamilton. La gara è ancora guidata così da Nico Rosberg, che sopravanza Valtteri Bottas, Fernando Alonso, Sebastian Vettel, Lewis Hamilton, Jenson Button, Daniel Ricciardo e Nico Hülkenberg.
Vettel effettua il terzo pit stop al giro 45, monta gomme soft (il tedesco è così passato da Hamilton). Poco dopo va a fuoco la vettura di Kvjat, mentre al giro 50 Adrian Sutil ferma la sua Sauber sul rettilineo dei box, dopo un testacoda: la direzione di gara decide di non inviare in pista la vettura di sicurezza. Al cinquantaquattresimo giro Ricciardo passa Hülkenberg, e un giro dopo anche Alonso fa il suo terzo cambio gomme; ciò consente ad Hamilton di scalare in terza posizione. Un giro dopo l'australiano della Red Bull Racing supera pure Button, ed è quinto. Button cede una posizione ad Alonso che è poi capace di passare anche Ricciardo e installarsi al quinto posto, dopo un lungo duello con l'australiano.
Nico Rosberg vince per la settima volta nel mondiale, davanti a Valtteri Bottas e Lewis Hamilton. La Williams, grazie a Bottas, conquista così il trecentesimo podio in una gara valida per il mondiale di Formula 1. Il primo fu ottenuto da Jacques Laffite, proprio in Germania, nel 1975.

### Gran Premio d'Ungheria
Nico Rosberg, partito dalla pole, tiene la prima posizione seguito subito dopo da Valtteri Bottas, Fernando Alonso e Sebastian Vettel. Il tedesco della Red Bull riesce però a superare nuovamente la Ferrari dello spagnolo, intanto, Hamilton, partito dal fondo per la rottura del motore in qualifica, al primo giro va in testacoda e danneggia lievemente l'ala anteriore della sua W05 Hybrid, ma riesce a ripartire e prosegue la gara fino a quando, nelle retrovie, Marcus Ericsson con la Caterham perde il controllo della vettura in uscita della curva 3, innescando un effetto pendolo e finendo a sbattere violentemente contro le barriere.
Ciò causa la neutralizzazione della gara da parte della safety car, che induce una serie di pit stop: rientrano subito diversi piloti, fra cui Daniel Ricciardo, Felipe Massa, Jean-Éric Vergne, Nico Hülkenberg, Hamilton e Kimi Räikkönen: tutti che montano le soft; un giro dopo anche Rosberg, Vettel, Bottas e Alonso optano per la mescola morbida mentre Jenson Button e Magnussen rimangono in pista con le gomme intermedie. All'undicesimo giro, ancora con regime di safety car, va a muro anche Romain Grosjean: ciò costringe la vettura di sicurezza a rimanere in pista per altri due giri. Alla ripartenza Ricciardo conduce, davanti a Button, Massa, Rosberg, Magnussen, Vergne, Vettel e Alonso. L'australiano viene però passato subito da Button. La gara dell'inglese è però penalizzata dal mancato ritorno della pioggia, visto che le McLaren hanno optato per gomme intermedie, senza effettuare nessun cambio degli pneumatici. Al giro 16 è costretto a montare anch'egli gomme da asciutto.
Da centro gruppo Vergne ed Alonso incominciano a recuperare diverse posizioni, tanto da arrivare dietro a Massa, in quel momento al secondo posto. Nelle retrovie c'è un contatto tra Pastor Maldonado e Jules Bianchi, che devono fermarsi entrambi ai box per effettuare delle riparazioni.
Al ventesimo giro comanda Ricciardo davanti a Massa e Alonso, dopo i tre, un gruppetto formato da Vergne che tiene dietro Rosberg, Vettel ed Hamilton che, sfruttando la safety car e la sua peculiare velocità sul tracciato ungherese, è risalito al settimo posto.
Al ventitreesimo giro Sergio Pérez tocca l'erba sintetica bagnata in uscita dall'ultima curva e finisce contro il muro del traguardo: ciò necessita un secondo intervento della safety car, che innesca un altro giro di pit stop. Essendosi fermati Ricciardo e Massa, adesso Alonso è in testa al Gran Premio. Seguono Vergne, Rosberg, Vettel e Hamilton. Räikkönen è nono, mentre Ricciardo e Massa sono usciti in sesta e settima posizione.
Alla ripresa Alonso guadagna terreno su Vergne che riesce ancora a tenere dietro tutto il gruppo degli inseguitori. Poco dopo Vettel commette lo stesso errore di Pérez, ma il tedesco riesce ad evitare il muro per pochi centimetri e riparte, seppur parecchio attardato dalla testa della gara.
Rientra quindi ai box Rosberg (al giro 33) e Hamilton riesce a superare Vergne alla curva 4. Il francese, ormai in crisi con le gomme, rientra per effettuare la sosta. Al giro 38 Alonso effettua un nuovo cambio degli pneumatici: va in testa Ricciardo, che comanda la gara fino al suo cambio gomme, al giro 55.
Alonso torna così primo, ma deve guardarsi dal ritorno delle Mercedes di Hamilton e Rosberg, che però si ferma per effettuare un'ultima sosta. A dieci giri dalla fine Alonso resiste ad Hamilton mentre Ricciardo recupera velocemente, quando al sessantacinquesimo passaggio riesce ad avere la meglio su Hamilton e, con gomme meno usurate, due giri dopo supera anche la Ferrari di Alonso andando a prendersi la sua seconda vittoria in carriera. Secondo termina Alonso, che nel finale riesce a difendersi dalle due Mercedes con Hamilton che chiude terzo difendendosi dagli attacchi di Rosberg, quarto.

### Gran Premio del Belgio
Al momento della partenza per il giro di formazione la Ferrari di Fernando Alonso resta sui cavalletti per un problema tecnico. Lo spagnolo è comunque capace di ripartire e riprende la sua posizione in griglia. Al via della gara Nico Rosberg è passato sia da Lewis Hamilton, che da Sebastian Vettel, con quest'ultimo che porta un attacco, senza successo, su Hamilton, già nel corso del primo giro.
Dietro, la classifica vede Fernando Alonso, Daniel Ricciardo, Valtteri Bottas, Kimi Räikkönen, Kevin Magnussen, Felipe Massa e Jenson Button. Nel corso del secondo giro Rosberg passa Vettel e attacca Hamilton al termine del rettifilo del Kemmel: la vettura del tedesco tocca la gomma posteriore sinistra dell'inglese, forandola. Hamilton è costretto al box, retrocedendo in fondo alla classifica, mentre Rosberg prosegue al comando con il musetto danneggiato.
Un giro dopo Alonso è superato da Ricciardo, che due giri dopo, approfittando di un errore di Vettel, passa al secondo posto. Al settimo giro Fernando Alonso cede ancora una posizione a Bottas, ora quarto. All'ottavo passaggio Rosberg va ai box, assieme a Räikkönen: il pilota della Ferrari scatta in pista prima del tedesco. I due sono ora settimo e decimo. Al decimo giro c'è il pit stop anche per Vettel, seguito, due giri dopo, anche da Alonso (che sconta 5 secondi di penalizzazione prima del cambio gomme per il problema alla partenza) e Bottas.
La gara vede ora prima Daniel Ricciardo, che comanda su Kimi Räikkönen, poi Sebastian Vettel, Nico Rosberg, Valtteri Bottas, Kevin Magnussen e Fernando Alonso. Rosberg, al giro 15, attacca Vettel al Bus Stop, ma senza successo: il pilota della Mercedes viene passato invece da Bottas al giro 17.
Al giro 19 nuovo pit stop per Nico Rosberg, seguito, nei giri seguenti anche da Räikkönen e Vettel. Al giro 22 Rosberg passa Button per il sesto posto, ma viene subito nuovamente passato dal britannico; il tedesco si rifà dopo poco. Al ventiquattresimo giro Rosberg conquista ancora una posizione, passando Alonso.
Tra il venticinquesimo e ventottesimo passaggio effettuano il secondo cambio egli pneumatici anche Alonso, Bottas e Ricciardo. La classifica è sempre guidata da Daniel Ricciardo, seguito da Nico Rosberg, Kimi Räikkönen, Sebastian Vettel, Valtteri Bottas, le due McLaren e Alonso. Bottas passa Vettel al Les Combes al giro 30, mentre Rosberg, al giro 34, effettua un terzo pit stop, per cercare di riprendere Ricciardo. Anche Vettel effettua ancora un cambio gomme.
Il tedesco della Mercedes, sceso in quarta posizione, passa sia Bottas che Räikkönen in un breve tempo, tornando secondo. Vettel, invece, è sceso all'ottavo posto. Al trentanovesimo giro Bottas ha la meglio su Räikkönen.
Nei giri finali Ricciardo resiste senza difficoltà al ritorno di Rosberg, mentre s'accende la lotta per il quinto posto tra Magnussen, Alonso, Button e Vettel. Al giro 42 Magnussen chiude sull'erba Alonso, ne approfitta Vettel, che si ritrova quinto. Alonso tenta ancora di forzare il danese della McLaren, ma senza successo.
Daniel Ricciardo vince il suo terzo Gran Premio della stagione, il secondo consecutivo. Nico Rosberg e Valtteri Bottas completano il podio.

### Gran Premio d'Italia

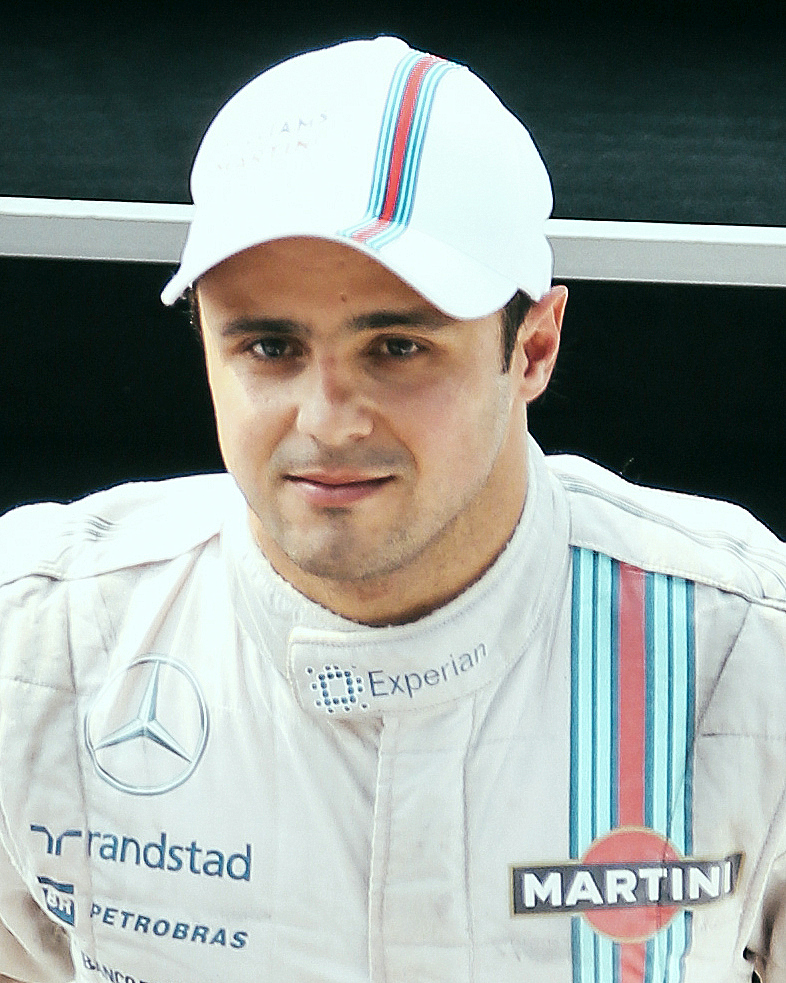
Felipe Massa ottenne il suo primo podio della stagione nella gara di Monza.

Allo spegnimento del semaforo la partenza del poleman Lewis Hamilton non è felice: il britannico, vittima di un problema elettronico risolto dopo pochi attimi, è passato sia da Nico Rosberg che da Kevin Magnussen e Felipe Massa. Seguono poi Sebastian Vettel, Jenson Button, Fernando Alonso e le due Force India.
Al quinto giro Magnussen è passato, in successione, prima da Massa poi da Hamilton, retrocedendo così in quarta posizione. Al nono giro Rosberg arriva lungo alla prima variante, mantenendo però il comando della corsa. Un giro dopo Hamilton, sempre alla prima variante, passa anche Massa e si porta al secondo posto. Nelle retrovie si fa largo l'altro pilota della Williams, Valtteri Bottas, che scala la classifica fino al quinto posto, al giro 18. Dietro ancora Jenson Button, seguito da Fernando Alonso. Vettel, invece ha effettuato il suo primo pit stop.
Al giro 21 Bottas ha la meglio anche su Magnussen: un giro dopo quest'ultimo effettua il suo cambio gomme, così come Alonso. Ancora un giro ed è il turno di Button: l'inglese rientra in pista davanti al ferrarista. Il pit stop del duo di testa non altera la graduatoria.
Al ventinovesimo passaggio Rosberg va ancora lungo alla prima variante, ed è passato da Lewis Hamilton, che così prende il controllo della gara. A seguire il duo della Mercedes è Massa, che precede Daniil Kvjat (che non ha ancora cambiato gli pneumatici) poi Sebastian Vettel, che dopo la girandola delle soste, precede Magnussen. Al settimo posto c'è Bottas, che precede Sergio Pérez. Nello stesso giro Alonso si ritira per un problema al motore elettrico.
Bottas e Magnussen danno vita a un bel duello; la difesa però del danese è penalizzata con 5 secondi da scontare in un eventuale nuovo pit stop, o che verrà sommata al tempo totale di gara. Bottas ha la meglio al 37º passaggio: tre giri dopo il finlandese passa anche Vettel, e si pone in quarta posizione. Un'altra battaglia si accende tra Pérez e Button per l'ottavo posto, col messicano che resiste all'attacco del pilota della McLaren.
Le posizioni di testa rimangono congelate nella parte finale della gara, mentre Daniel Ricciardo è autore di una rimonta che lo porta al quinto posto, dopo aver passato il compagno di team, Vettel, al giro 47, con un sorpasso alla variante della Roggia.
Lewis Hamilton vince per la ventottesima volta, davanti a Nico Rosberg e Felipe Massa, a podio per la prima volta dal Gran Premio di Spagna 2013.

### Gran Premio di Singapore
Sulla Mercedes di Nico Rosberg, prima del via, si manifestano dei problemi tecnici al volante, tanto che il tedesco non può prendere parte al giro di formazione, ed è costretto a partire dai box. Nel corso del giro di formazione Kamui Kobayashi è costretto al ritiro.

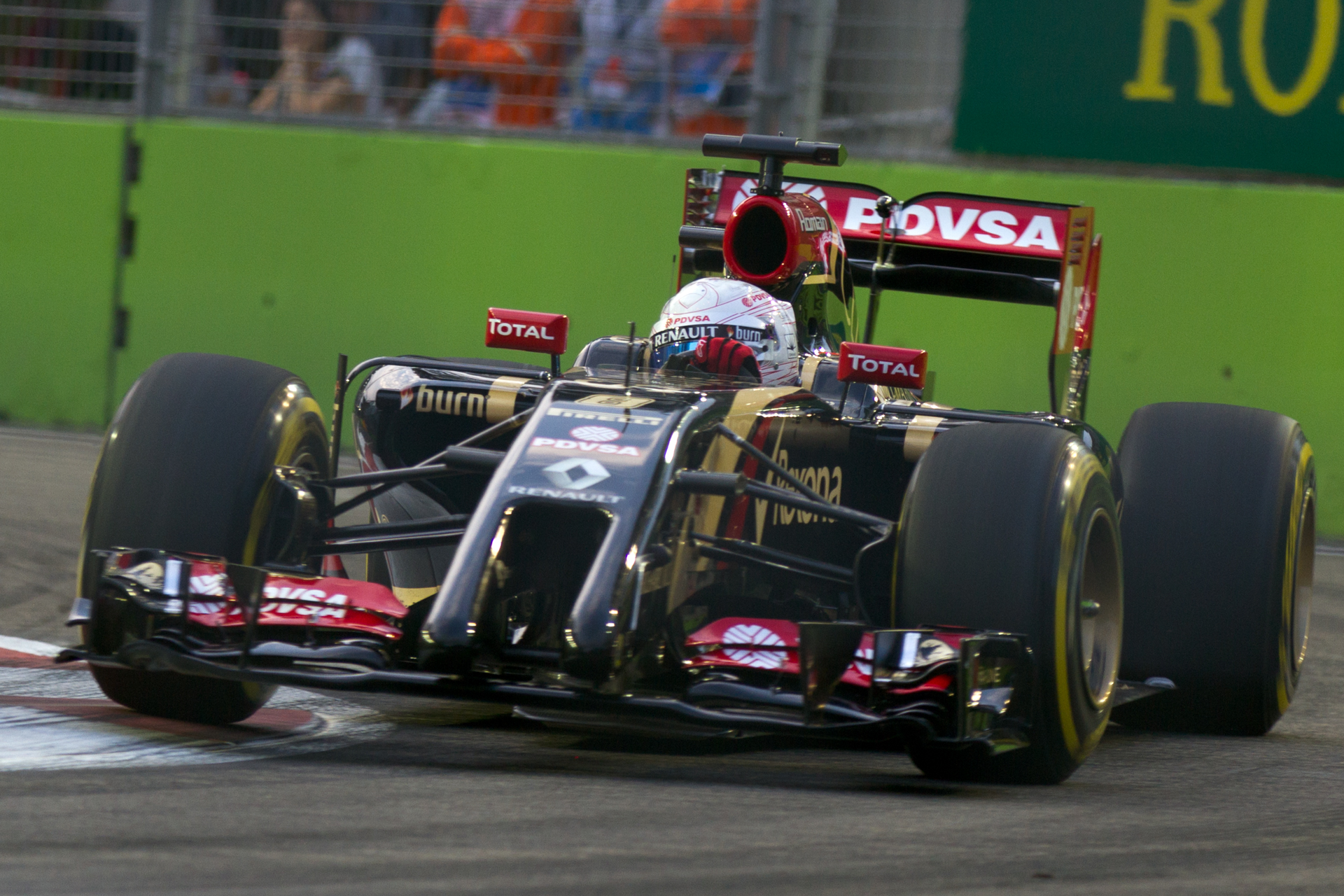
Romain Grosjean impegnato con la Lotus nel corso delle prime prove libere del GP di Singapore.

Lewis Hamilton mantiene il comando della gara al via, seguito da Fernando Alonso, che però taglia la prima chicane ed è costretto a cedere una posizione a Sebastian Vettel. Al quarto posto si posiziona Daniel Ricciardo, seguito da Kimi Räikkönen, Felipe Massa, Jenson Button, Valtteri Bottas e Kevin Magnussen.
Hamilton conduce con buon margine la gara, che non vede grandi cambiamenti di classifica, fino ai primi pit stop, che iniziano al nono giro. Al giro 11 tocca a Massa, mentre al dodicesimo passaggio è il turno dei due finlandesi Räikkönen e Bottas, seguiti, il giro dopo da Alonso e dalle due Red Bull. Dopo il cambio gomme Massa ha guadagnato una posizione a Räikkönen. Hamilton effettua il suo cambio gomme al giro 14, mentre Rosberg è costretto al ritiro, vista l'impossibilità di corretto funzionamento del volante. Un giro dopo tocca il cambio gomme anche a Button, che si trova ora sopravanzato da Valtteri Bottas.
Dal giro 23 inizia la seconda fase di cambi gomma: il primo ai box è Felipe Massa. Fernando Alonso, in rimonta su Vettel, anticipa al venticinquesimo giro il cambio gomme. Il tedesco cambia per la seconda volta gli pneumatici nel giro seguente, ma rientra in pista dietro allo spagnolo. Tra il giro 27 e il 28 tocca sia a Hamilton che a Ricciardo. La graduatoria vede sempre al comando Lewis Hamilton, ora davanti ad Alonso, Vettel, Ricciardo, Button (che non ha cambiato), poi Massa e Räikkönen.
Al trentesimo giro, dopo un contatto con Adrian Sutil, Sergio Pérez danneggia l'ala anteriore, che cede, riempiendo il tracciato di detriti: la direzione di gara invia in pista la safety car. le due Ferrari e Bottas vanno ai box: Alonso scala quarto, mentre Kimi Räikkönen è ottavo, dietro a Button e Bottas.
La gara riparte al giro 38 e Lewis Hamilton è subito capace di creare un forte margine sugli inseguitori. Il britannico, che deve effettuare ancora una sosta, cerca di incrementare il margine il più possibile, nel tentativo di riuscire a mantenere il comando della gara. Hamilton si ferma per il cambio gomme al giro 52, e rientra in pista dietro a Vettel, ma davanti a Ricciardo e Alonso.
Lewis Hamilton, dopo poco più di un giro, passa Vettel e si riporta al comando. Negli ultimi giri Jean-Éric Vergne è autore di una bella rimonta: quattordicesimo al giro 45, scala di posizione in posizione, entrando in zona punti al giro 53. Passa poi Nico Hülkenberg, a due giri dal termine, poi infila, nello stesso giro sia Kimi Räikkönen che Valtteri Bottas, chiudendo sesto.
La gara termina con un giro di anticipo, poco dopo le due ore di gara. Hamilton vince per la ventinovesima volta nel mondiale, portandosi in testa al campionato mondiale. Il podio è completato dal duo della Red Bull.

### Gran Premio del Giappone
La gara parte dietro alla safety car a causa della forte pioggia che si è abbattuta sul tracciato. Nel corso del primo giro, ancora dietro alla vettura di sicurezza, Marcus Ericsson va in testacoda. La direzione di gara decide di esporre la bandiera rossa, interrompendo così la gara. Le vetture rientrano nella pit lane, e non si posizionano sulla griglia di partenza.

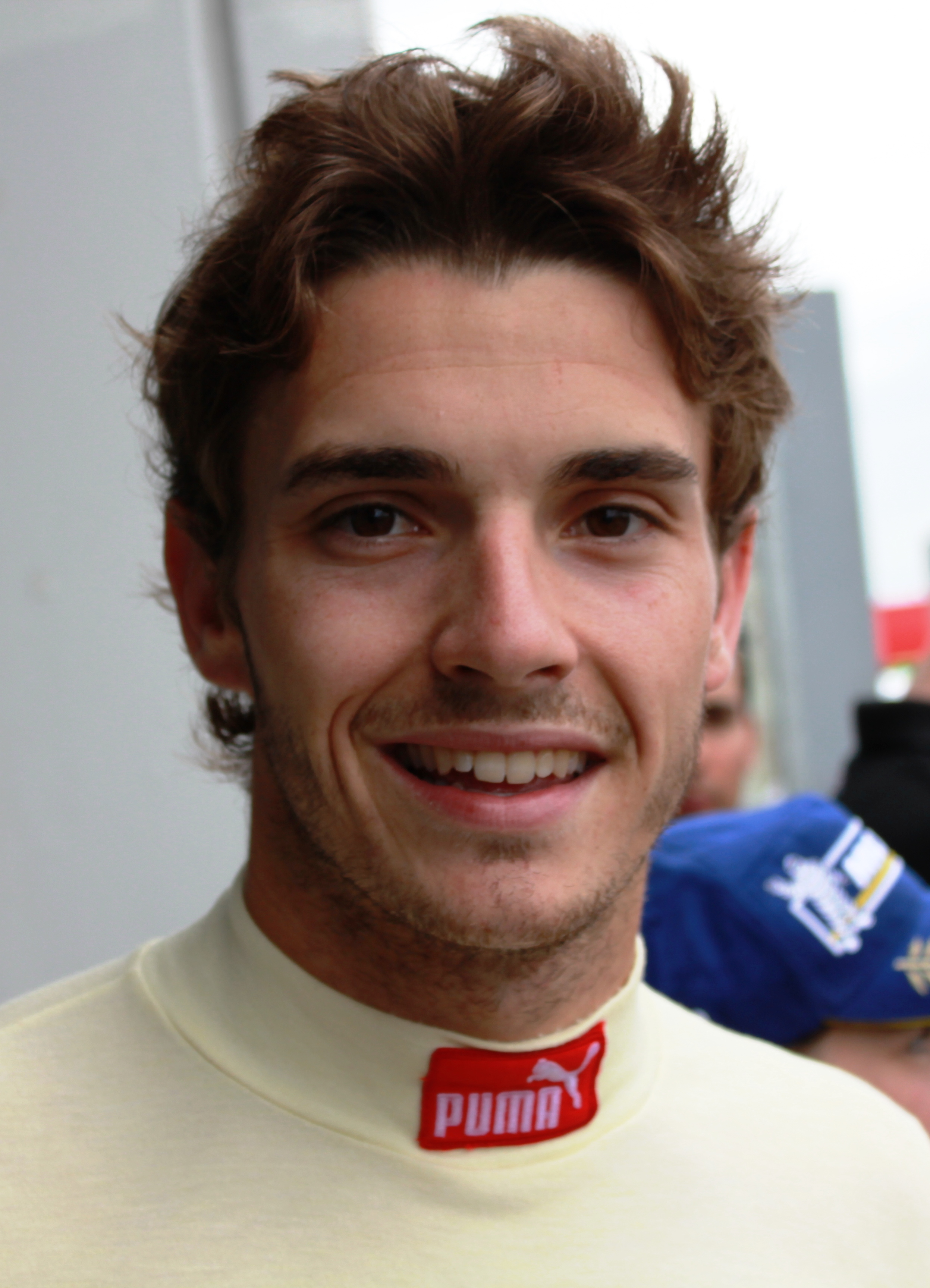
il pilota della Marussia Jules Bianchi è vittima di un grave incidente nel corso del GP del Giappone, disputato sotto un'intensa pioggia. È morto a Nizza, dopo nove mesi di degenza.

Dopo circa una ventina di minuti d'attesa la gara riprende, sempre in regime di vettura di sicurezza. Fernando Alonso si ritira per un problema elettrico. La gara riprende nella sua valenza agonistica al decimo giro: in testa c'è il duo della Mercedes, seguito da quello della Williams, poi Daniel Ricciardo e i due piloti della McLaren.
Molti piloti optano subito per il cambio gomme, montando gomme da bagnato intermedio. Al tredicesimo giro vanno al cambio gomme Felipe Massa e Sebastian Vettel: entrambi rientrano davanti a Ricciardo, che aveva cambiato le gomme due giri prima. Tra il quattordicesimo e quindicesimo giro vanno al cambio gomme prima Nico Rosberg poi Lewis Hamilton la classifica resta invariata, col tedesco davanti al britannico. Jenson Button è scalato in terza posizione, seguito dalle due Williams e dalle due Red Bull Racing. Le due vetture angloaustriache passano, nei giri seguenti, le due Williams, con Vettel quarto e Ricciardo quinto.
Lewis Hamilton inizia ad avvicinarsi al compagno di scuderia, fallendo il sorpasso in un paio di occasioni. Al ventinovesimo giro l'inglese ha la meglio sul tedesco, con uno spettacolare sorpasso all'esterno alla prima curva. Nello stesso giro anche Ricciardo sopravanza Vettel per il quarto posto, grazie a una sosta del tedesco.
Rosberg lamenta problemi di sovrasterzo, ciò fa avvicinare anche Button. L'inglese della McLaren è però penalizzato al cambio gomme del trentunesimo giro; ciò permette a Ricciardo e Vettel di scavalcarlo in classifica.
Tra il trentatreesimo e trentaseiesimo giro vanno al secondo cambio delle gomme i primi tre della graduatoria: ora, dietro al duo della Mercedes, si trova Sebastian Vettel, che precede Jenson Button e Daniel Ricciardo. L'australiano attacca ripetutamente Button, che si difende sino al giro 42. Dietro Nico Hülkenberg sfrutta i cambi gomme della Williams, e si piazza al sesto posto.
Al giro 43 esce di pista Adrian Sutil alla curva Dunlop. Dopo poco giunge sul luogo anche Jules Bianchi che, uscendo di tracciato, colpisce il trattore che stava spostando la vettura di Sutil. Il francese è in gravi condizioni, entra in pista l'ambulanza. La direzione di gara espone, al giro 46 la bandiera rossa. La classifica è stilata sulla base della classifica al giro 44.
Lewis Hamilton vince per la trentesima volta nel mondiale, precedendo Nico Rosberg e Sebastian Vettel. La Ferrari interrompe una striscia record di 81 arrivi a punti consecutivi, iniziata nel Gran Premio di Germania 2010.
Jules Bianchi è trasportato d'urgenza al reparto di terapia intensiva dell'ospedale di Yokkaichi, ove subisce due interventi per ridurre un ematoma al cervello, dovuto all'impatto contro l'automezzo usato dai commissari.

### Gran Premio di Russia
Alla partenza Nico Rosberg cerca di passare Lewis Hamilton: il tedesco però rovina le gomme ed è costretto subito a fermarsi ai box per sostituire gli pneumatici. Oltre al pilota della Mercedes va subito ai box anche Felipe Massa. I due retrocedono nelle ultime posizioni in classifica.

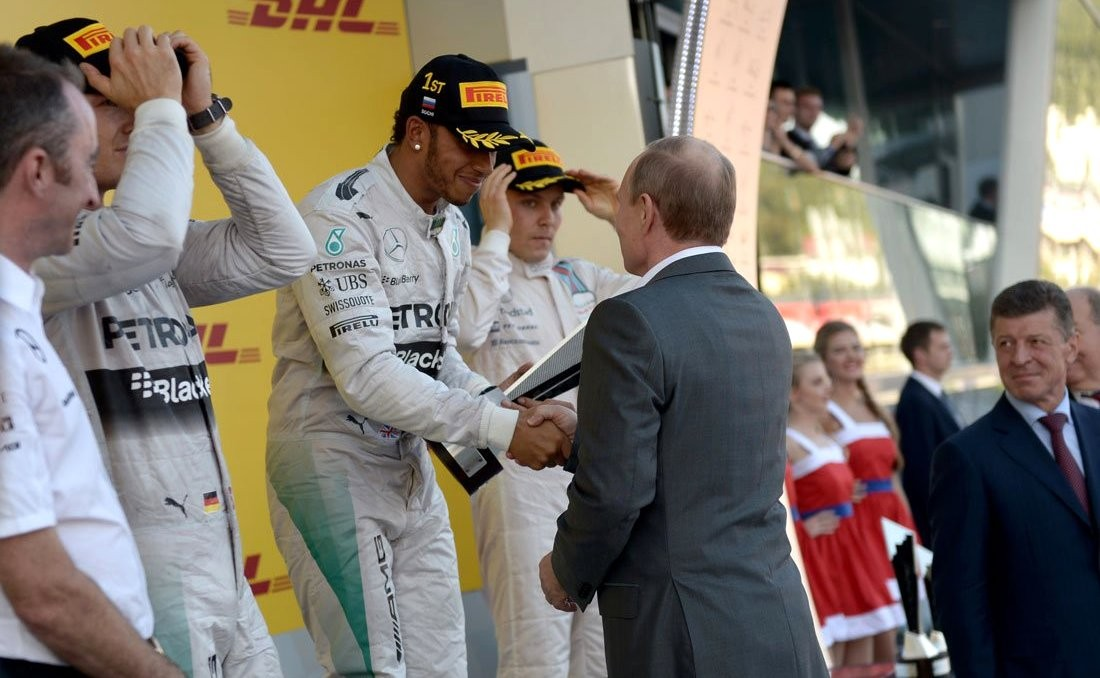
Il primo classificato, Lewis Hamilton, è premiato sul palco da Vladimir Putin.

Dietro a Hamilton si pone Valtteri Bottas, seguito da Jenson Button, Fernando Alonso, Jean-Éric Vergne, Kevin Magnussen e le due Red Bull. Vergne perde subito tre posizioni, mentre sia Rosberg che Massa iniziano con una poderosa rimonta.
Al dodicesimo passaggio Daniel Ricciardo è il primo dei piloti di testa ad effettuare il cambio gomme. Al ventesimo giro Rosberg è già in zona punti, mentre due giri dopo Button effettua il suo pit stop, rientrando in gara al non posto. La rimonta di Rosberg prosegue costante: al giro 24 il tedesco è già settimo. Nello stesso giro va al cambio gomme Vergne.
Al giro 26 e al giro 27, in successione, cambiano le gomme Fernando Alonso e Valtteri Bottas. Nel box della Scuderia Ferrari vi sono dei problemi col fissaggio di una ruota, tanto che lo spagnolo perde circa cinque secondi. Bottas rientra dietro a Vettel. Anche Lewis Hamilton cambia gli pneumatici, ma mantiene con comodo vantaggio la prima posizione.
Ora la classifica vede, dietro al britannico, Sebastian Vettel, seguito da Bottas, Rosberg, Button, Magnussen e Alonso. Felipe Massa, che era risalito in zona punti, effettua una seconda sosta al giro 28, retrocedendo in quattordicesima posizione.
Al giro 31 è il turno per Vettel di cambiare gli pneumatici. Il tedesco rientra quarto. Nello stesso giro Nico Rosberg passa Valtteri Bottas, e conquista il secondo posto.
La classifica, nelle prime posizioni, resta congelata fino al termine, con Rosberg che non effettua nessuna seconda sosta per cambiare ancora le gomme. Lewis Hamilton conquista la sua trentunesima vittoria: la Mercedes AMG F1, in forza di questi risultati diventa campione del mondo tra i costruttori per la prima volta, quattordicesimo della storia e primo team tedesco. Valtteri Bottas conquista il suo primo giro veloce in F1

### Gran Premio degli Stati Uniti d'America
Nico Rosberg, partito dalla pole position, mantiene il comando della gara, precedendo Lewis Hamilton. Felipe Massa prende la terza posizione, davanti a Valtteri Bottas, mentre Fernando Alonso è quinto, riuscendo a passare Daniel Ricciardo. Nel corso del primo giro Sergio Pérez tampona Kimi Räikkönen e colpisce la vettura di Adrian Sutil. Sutil e Pérez sono costretti al ritiro e la direzione di corsa dispone l'invio in pista della safety car per consentire ai commissari di pulire il tracciato dai detriti.
Al quinto giro la gara riprende e Daniel Ricciardo passa Alonso per la quinta posizione. Viene inflitta una penalità di cinque secondi a Pastor Maldonado, Esteban Gutiérrez e Jean-Éric Vergne per eccessiva velocità in regime di safety car.
Al giro 15 vanno al cambio gomme Massa e Ricciardo, seguiti dopo un giro da Rosberg e Bottas. Il finlandese, al rientro in pista, è passato da Ricciardo. Al diciassettesimo giro cambiano le gomme anche Lewis Hamilton e Fernando Alonso. Nico Rosberg riprende così il comando del gran premio. Alonso, un giro dopo, passa Sebastian Vettel, ponendosi nono.
Al ventiquattresimo giro Hamilton passa Rosberg, diventando così il nuovo leader della gara. Nello stesso giro Alonso recupera ancora una posizione, scavalcando Jenson Button. Due giri ancora e lo spagnolo supera anche l'altro pilota della McLaren, Kevin Magnussen, tornando in sesta piazza.
Dopo poco inizia la seconda tornata dei cambi gomme: al giro 33 Daniel Ricciardo sfrutta una piccola indecisione durante il cambio gomme di Felipe Massa per porsi in terza posizione. Le altre posizioni rimangono congelate, con Lewis Hamilton sempre al comando della corsa, davanti al compagno di scuderia Nico Rosberg. Il tedesco cerca di avvicinarsi al britannico, ma senza successo. Intanto Maldonado è ancora penalizzato per l'eccessiva velocità nella corsia dei box.
Al giro 43 va al secondo cambio gomme Kimi Räikkönen, seguito pochi giri dopo da Fernando Alonso: lo spagnolo rientra in gara settimo, dietro a Vettel, ma riesce presto a recuperare la sesta posizione.
Negli ultimi giri le posizioni di testa non mutano, mentre nelle retrovie prima si fa largo Vergne che sale fino all'ottavo posto, dopo un bel sorpasso su Romain Grosjean, poi recupera Vettel, che dalla settima posizione opta per un cambio gomme finale, con cui dal 14º posto rimonta fino a riconquistare la settima piazza.
Lewis Hamilton vince per la trentaduesima volta, diventando così il pilota britannico col maggior numero di successi nel mondiale di Formula 1. 

### Gran Premio del Brasile
Al termine della sessione di qualifiche, ottenuta la pole position, Nico Rosberg si è assicurato con una gara di anticipo il primo Trofeo Pole FIA.
Alla partenza Nico Rosberg tiene la testa della corsa, precedendo il compagno di squadra Hamilton, i due piloti della Williams Massa e Bottas e i due della McLaren, Button e Magnussen. La maggioranza dei piloti, partiti con gomme soft, effettua il primo pit stop tra il quinto e l'ottavo giro. Fanno eccezione Nico Hülkenberg, Daniil Kvjat, Romain Grosjean e Adrian Sutil che, partiti con gli pneumatici a mescola media, si inseriscono nelle prime posizioni. Il pilota tedesco della Force India prende il comando della corsa per qualche giro, venendo poi sopravanzato da Rosberg al quattordicesimo passaggio.
Quando anche i piloti partiti con le gomme medie si fermano ai box, l'ordine ritorna quello successivo alla partenza. Rosberg mantiene un piccolo margine sul compagno di squadra, mentre Massa, che deve scontare cinque secondi di stop & go per aver superato il limite di velocità nella corsia box, precede Valtteri Bottas, tallonato da Button. In settima posizione Alonso è messo sotto pressione dai piloti della Red Bull.
Al ventiquattresimo giro Massa si ferma per la seconda volta, scontando la sua penalità. Nella tornata seguente si ferma Rosberg. Lewis Hamilton fa segnare il giro più veloce, ma nel giro successivo commette un errore, uscendo di pista e compromettendo il suo tentativo di sorpasso ai danni del compagno di squadra. Bottas perde molto tempo nella sua sosta, durante la quale i meccanici controllano la tenuta delle cinture di sicurezza: il pilota della Williams rientra in pista alle spalle di Kevin Magnussen e delle due Red Bull. Massa, nonostante la penalità, riesce a mantenere la terza posizione su Button, mentre Sebastian Vettel, avendo anticipato la sosta, passa davanti ad Alonso e Magnussen.
Hamilton riduce progressivamente il distacco da Rosberg, che era cresciuto a circa sette secondi. Kimi Räikkönen, che ha impostato la gara su una tattica a due soste contro le tre del resto del gruppo, risale fino alla terza posizione prima del suo secondo ed ultimo stop, effettuato al trentaquattresimo passaggio. Il cambio gomme del finlandese è rallentato da un problema con il carrello che solleva la vettura all'anteriore e Kimi Räikkönen torna in pista in tredicesima posizione. Poco più tardi Daniel Ricciardo, in ottava posizione, si ritira per il cedimento della sospensione anteriore.
Al quarantanovesimo passaggio Nico Rosberg effettua la sua ultima sosta. Hamilton lo imita due tornate più tardi, rientrando in pista a poca distanza dal compagno di squadra. Il pilota britannico riduce il distacco a meno di un secondo, ma nonostante la possibilità di usare il DRS non riesce a portare dei veri e propri attacchi. Nel frattempo si ferma anche Massa, che sbaglia piazzola fermandosi a quella della McLaren in attesa di Button. L'errore non compromette la corsa del brasiliano, che aveva guadagnato un buon margine su Button.
Al cinquantaquattresimo giro la maggioranza dei piloti di testa ha effettuato tutte le soste previste. Fanno eccezione Hülkenberg e Kimi Räikkönen, inseritisi in quarta e quinta posizione. Il pilota della Force India deve, però, effettuare un'ultima sosta per montare le gomme morbide, mentre il pilota finlandese può arrivare a fine gara. Al sessantesimo passaggio Nico Hülkenberg si ferma, tornando in pista in nona posizione, mentre Räikkönen viene superato da Jenson Button e Vettel. Nei giri finali il pilota finlandese viene attaccato anche dal compagno di squadra Alonso, che lo sorpassa dopo alcuni tentativi infruttuosi.
Nelle fasi conclusive Hülkenberg sopravanza Magnussen per l'ottavo posto, mentre Rosberg riesce a tenere dietro il compagno di squadra, conquistando la quinta vittoria stagionale e riducendo il suo distacco in classifica a diciassette punti. Massa completa il podio davanti al suo pubblico, precedendo Button, Vettel, Alonso, Räikkönen, Hülkenberg, Magnussen e Bottas, che nelle ultime tornate resiste al rimontante Kvjat.

### Gran Premio di Abu Dhabi
Lewis Hamilton prende subito il comando della gara, seguito da Nico Rosberg. Dietro al duo della Mercedes si portano Felipe Massa, Jenson Button, poi le due Ferrari, Daniil Kvjat e Valtteri Bottas.
Alonso e Räikkönen sono costretti già tra il quinto e sesto giro a cambiare gli pneumatici, cosa che li allontana dalle posizioni di vertice per tutta la gara. Al sesto passaggio anche Jenson Button è costretto ai box. I due battistrada, Hamilton e Rosberg, effettuano il loro primo cambio gomme al 10º e 11º giro. Felipe Massa si trova, per due giri, in testa, fino a quando, anche lui, va al cambio gomme. La classifica non è variata: dietro al duo della Mercedes, c'è Massa, seguito da Daniel Ricciardo, che non ha ancora effettuato la prima sosta, poi Bottas, Magnussen, Vettel e Button. Si crea un piccolo trenino alle spalle di Magnussen, che coinvolge, oltre a Vettel e Button anche Alonso. Il danese va al cambio gomme al giro 21.
Al ventiquattresimo giro Valtteri Bottas supera Ricciardo e si pone quinto; Nico Rosberg lamenta una perdita di potenza della sua monoposto ed è passato da Massa. Al ventottesimo passaggio Ricciardo effettua il suo primo pit stop. L'australiano entra in pista dietro alle due Force India, ma recupera velocemente la quinta posizione.
Al giro 32 Hamilton effettua il suo secondo cambio gomme: rientrando in pista riesce subito a sopravanzare il suo compagno di scuderia, e a installarsi al secondo posto, dietro a Felipe Massa. I problemi tecnici del pilota tedesco proseguono, tanto che perde costantemente posizioni. Al giro 33 Rosberg è passato anche da Bottas, prima di effettuare il suo secondo cambio degli pneumatici due giri dopo: rientra in gara settimo. Al giro 36 è il turno del cambio gomme di Bottas: Ricciardo scala così terzo.
Massa riesce a costruire un vantaggio di circa 15 secondi su Hamilton. Il brasiliano cambia le gomme al giro 41: rientra in pista secondo, con un distacco di circa dieci secondi dal pilota della Mercedes. Massa tenta di avvicinarsi all'inglese, negli ultimi giri, senza però riuscire a impensierirlo per la vittoria. Al quarantasettesimo passaggio anche Ricciardo effettua il suo secondo pit stop: rientra in pista quarto, davanti a Button, ma dietro a Bottas.
La classifica rimane congelata negli ultimi giri, con Rosberg che lentamente esce anche dalla zona dei punti. Lewis Hamilton vince per la trentatreesima volta nel mondiale, conquistando così il suo secondo titolo piloti. La Mercedes ottiene la sedicesima vittoria stagionale e il trentunesimo podio, nuovi record per un costruttore in una singola stagione.

## Risultati

### Risultato dei Gran Premi
| Nº | Gran Premio                   | Circuito          | Pole position  | Giro veloce      | Pilota vincitore | Team vincitore          | Resoconto |
| -- | ----------------------------- | ----------------- | -------------- | ---------------- | ---------------- | ----------------------- | --------- |
| 1  | Gran Premio d'Australia       | Melbourne         | Lewis Hamilton | Nico Rosberg     | Nico Rosberg     | Mercedes                | Resoconto |
| 2  | Gran Premio della Malesia     | Sepang            | Lewis Hamilton | Lewis Hamilton   | Lewis Hamilton   | Mercedes                | Resoconto |
| 3  | Gran Premio del Bahrein       | Sakhir            | Nico Rosberg   | Nico Rosberg     | Lewis Hamilton   | Mercedes                | Resoconto |
| 4  | Gran Premio di Cina           | Shanghai          | Lewis Hamilton | Nico Rosberg     | Lewis Hamilton   | Mercedes                | Resoconto |
| 5  | Gran Premio di Spagna         | Montmeló          | Lewis Hamilton | Sebastian Vettel | Lewis Hamilton   | Mercedes                | Resoconto |
| 6  | Gran Premio di Monaco         | Montecarlo        | Nico Rosberg   | Kimi Räikkönen   | Nico Rosberg     | Mercedes                | Resoconto |
| 7  | Gran Premio del Canada        | Montréal          | Nico Rosberg   | Felipe Massa     | Daniel Ricciardo | Red Bull Racing-Renault | Resoconto |
| 8  | Gran Premio d'Austria         | Red Bull Ring     | Felipe Massa   | Sergio Pérez     | Nico Rosberg     | Mercedes                | Resoconto |
| 9  | Gran Premio di Gran Bretagna  | Silverstone       | Nico Rosberg   | Lewis Hamilton   | Lewis Hamilton   | Mercedes                | Resoconto |
| 10 | Gran Premio di Germania       | Hockenheimring    | Nico Rosberg   | Lewis Hamilton   | Nico Rosberg     | Mercedes                | Resoconto |
| 11 | Gran Premio d'Ungheria        | Hungaroring       | Nico Rosberg   | Nico Rosberg     | Daniel Ricciardo | Red Bull Racing-Renault | Resoconto |
| 12 | Gran Premio del Belgio        | Spa-Francorchamps | Nico Rosberg   | Nico Rosberg     | Daniel Ricciardo | Red Bull Racing-Renault | Resoconto |
| 13 | Gran Premio d'Italia          | Monza             | Lewis Hamilton | Lewis Hamilton   | Lewis Hamilton   | Mercedes                | Resoconto |
| 14 | Gran Premio di Singapore      | Marina Bay        | Lewis Hamilton | Lewis Hamilton   | Lewis Hamilton   | Mercedes                | Resoconto |
| 15 | Gran Premio del Giappone      | Suzuka            | Nico Rosberg   | Lewis Hamilton   | Lewis Hamilton   | Mercedes                | Resoconto |
| 16 | Gran Premio di Russia         | Soči              | Lewis Hamilton | Valtteri Bottas  | Lewis Hamilton   | Mercedes                | Resoconto |
| 17 | Gran Premio degli Stati Uniti | Austin            | Nico Rosberg   | Sebastian Vettel | Lewis Hamilton   | Mercedes                | Resoconto |
| 18 | Gran Premio del Brasile       | Interlagos        | Nico Rosberg   | Lewis Hamilton   | Nico Rosberg     | Mercedes                | Resoconto |
| 19 | Gran Premio di Abu Dhabi      | Yas Marina        | Nico Rosberg   | Daniel Ricciardo | Lewis Hamilton   | Mercedes                | Resoconto |

### Risultato delle qualifiche
| Nº | Pilota            |      |     |     |     |     |     |     |      |      |     |      |    |     |    |     |      |      |     |       |
| -- | ----------------- | ---- | --- | --- | --- | --- | --- | --- | ---- | ---- | --- | ---- | -- | --- | -- | --- | ---- | ---- | --- | ----- |
| 1  | Sebastian Vettel  | 12   | 2   | 10  | 3   | 15* | 4   | 3   | 12   | 2    | 6   | 2    | 3  | 8   | 4  | 9   | 10   | 18§P | 6   | 19§P  |
| 3  | Daniel Ricciardo  | 2    | 5   | 13# | 2   | 3   | 3   | 6   | 5    | 8    | 5   | 4    | 5  | 9   | 3  | 6   | 6    | 5    | 9   | 20§P  |
| 4  | Max Chilton       | 17P  | 21  | 21  | 21  | 17  | 19  | 18  | 21^  | 17*  | 21  | 18   | 19 | 20  | 21 | 21  | 20*  |      |     |       |
| 6  | Nico Rosberg      | 3    | 3   | 1   | 4   | 2   | 1   | 1   | 3    | 1    | 1   | 1    | 1  | 2   | 2P | 1   | 2    | 1    | 1   | 1     |
| 7  | Kimi Räikkönen    | 11   | 6   | 5   | 11  | 6   | 6   | 10  | 8    | 18   | 12  | 16   | 8  | 11  | 7  | 10  | 8    | 8    | 10  | 7     |
| 8  | Romain Grosjean   | 22§P | 15  | 16  | 10  | 5   | 14  | 14  | 22§P | 11   | 14  | 14   | 15 | 17  | 16 | 16  | 15   | 16   | 14  | 18#** |
| 9  | Marcus Ericsson   | 19   | 22  | 20  | 20  | 19  | 22P | 20  | 20   | 21   | 22P | 19   | 22 | 22P | 22 | 17  | 16   |      |     |       |
| 10 | Kamui Kobayashi   | 14   | 20  | 18  | 18  | 20  | 20  | 21* | 19   | 22   | 19  | 17   |    | 18  | 20 | 19  | 19   |      |     | 16    |
| 11 | Sergio Pérez      | 16   | 14  | 4   | 16  | 11  | 10  | 13  | 15*  | 7    | 10  | 12   | 13 | 10  | 15 | 11  | 12   | 11   | 18• | 11    |
| 13 | Pastor Maldonado  | 21   | 16  | 17  | 22* | 22  | 15  | 17  | 13   | 20§  | 18  | 20*  | 17 | 16  | 18 | 22# | 21** | 10   | 16  | 15    |
| 14 | Fernando Alonso   | 5    | 4   | 9   | 5   | 7   | 5   | 7   | 4    | 16   | 7   | 5    | 4  | 7   | 5  | 5   | 7    | 6    | 8   | 8     |
| 17 | Jules Bianchi     | 18P  | 19  | 19  | 19  | 18  | 21* | 19  | 18   | 12   | 17  | 15   | 16 | 19  | 19 | 18  |      |      |     |       |
| 19 | Felipe Massa      | 9    | 13  | 7   | 6   | 9   | 16  | 5   | 1    | 15   | 3   | 6    | 9  | 4   | 6  | 4   | 18   | 4    | 3   | 4     |
| 20 | Kevin Magnussen   | 4    | 8   | 8   | 15  | 14  | 8   | 12  | 6    | 5    | 4   | 21§P | 7  | 5   | 9  | 7   | 11*  | 7    | 7   | 9     |
| 21 | Esteban Gutiérrez | 20*  | 12  | 15  | 17  | 13  | 17  | 22P | 17   | 19#* | 16^ | 13   | 20 | 15  | 14 | 15  | 13   | 15   | 11  | 14    |
| 22 | Jenson Button     | 10   | 10  | 6   | 12  | 8   | 12  | 9   | 11   | 3    | 11  | 7    | 10 | 6   | 11 | 8   | 4    | 12*  | 5   | 6     |
| 25 | Jean-Éric Vergne  | 6    | 9   | 14  | 9   | 21# | 7   | 8   | 14   | 10   | 13  | 8    | 12 | 12  | 12 | 20# | 9    | 14   | 15  | 10    |
| 26 | Daniil Kvjat      | 8    | 11  | 12  | 13  | 12  | 9   | 15  | 7    | 9    | 8   | 10P  | 11 | 21# | 10 | 12  | 5    | 17#  | 17• | 5     |
| 27 | Nico Hülkenberg   | 7    | 7   | 11  | 8   | 10  | 11  | 11  | 10   | 4    | 9   | 9    | 18 | 13  | 13 | 13  | 17*  | 13   | 12  | 12    |
| 44 | Lewis Hamilton    | 1    | 1   | 2   | 1   | 1   | 2   | 2   | 9    | 6    | 20* | 22§P | 2  | 1   | 1  | 2   | 1    | 2    | 2   | 2     |
| 45 | André Lotterer    |      |     |     |     |     |     |     |      |      |     |      | 21 |     |    |     |      |      |     |       |
| 46 | Will Stevens      |      |     |     |     |     |     |     |      |      |     |      |    |     |    |     |      |      |     | 17    |
| 77 | Valtteri Bottas   | 15*  | 18^ | 3   | 7   | 4   | 13  | 4   | 2    | 14   | 2   | 3    | 6  | 3   | 8  | 3   | 3    | 3    | 4   | 3     |
| 99 | Adrian Sutil      | 13   | 17  | 22* | 14  | 16  | 18  | 16  | 16   | 13   | 15  | 11   | 14 | 14  | 17 | 14  | 14   | 9    | 13P | 13    |
| Nº | Pilota            |      |     |     |     |     |     |     |      |      |     |      |    |     |    |     |      |      |     |       |

| Legenda | ^ – Indica quei piloti che per penalità sono stati retrocessi di tre posizioni sulla griglia di partenza. * – Indica quei piloti che per penalità sono stati retrocessi di cinque posizioni sulla griglia di partenza. • – Indica quei piloti che per penalità sono stati retrocessi di sette posizioni sulla griglia di partenza. # – Indica quei piloti che per penalità sono stati retrocessi di dieci posizioni sulla griglia di partenza. § – Indica quei piloti che per penalità sono stati retrocessi in fondo alla griglia di partenza. P – Indica quei piloti che hanno preso il via dalla pit lane. |

## Classifiche

### Sistema di punteggio
| Posizione | 1ª | 2ª | 3ª | 4ª | 5ª | 6ª | 7ª | 8ª | 9ª | 10ª |
| Punti *   | 25 | 18 | 15 | 12 | 10 | 8  | 6  | 4  | 2  | 1   |

* = Il punteggio dell'ultima gara viene raddoppiato

### Classifica piloti
| Pos. | Pilota            |     |     |     |     |     |     |     |     |     |     |     |     |     |     |     |     |     |     |     | Punti |
| ---- | ----------------- | --- | --- | --- | --- | --- | --- | --- | --- | --- | --- | --- | --- | --- | --- | --- | --- | --- | --- | --- | ----- |
| 1    | Lewis Hamilton    | Rit | 1   | 1   | 1   | 1   | 2   | Rit | 2   | 1   | 3   | 3   | Rit | 1   | 1   | 1   | 1   | 1   | 2   | 1   | 384   |
| 2    | Nico Rosberg      | 1   | 2   | 2   | 2   | 2   | 1   | 2   | 1   | Rit | 1   | 4   | 2   | 2   | Rit | 2   | 2   | 2   | 1   | 14  | 317   |
| 3    | Daniel Ricciardo  | SQ  | Rit | 4   | 4   | 3   | 3   | 1   | 8   | 3   | 6   | 1   | 1   | 5   | 3   | 4   | 7   | 3   | Rit | 4   | 238   |
| 4    | Valtteri Bottas   | 5   | 8   | 8   | 7   | 5   | Rit | 7   | 3   | 2   | 2   | 8   | 3   | 4   | 11  | 6   | 3   | 5   | 10  | 3   | 186   |
| 5    | Sebastian Vettel  | Rit | 3   | 6   | 5   | 4   | Rit | 3   | Rit | 5   | 4   | 7   | 5   | 6   | 2   | 3   | 8   | 7   | 5   | 8   | 167   |
| 6    | Fernando Alonso   | 4   | 4   | 9   | 3   | 6   | 4   | 6   | 5   | 6   | 5   | 2   | 7   | Rit | 4   | Rit | 6   | 6   | 6   | 9   | 161   |
| 7    | Felipe Massa      | Rit | 7   | 7   | 15  | 13  | 7   | 12* | 4   | Rit | Rit | 5   | 13  | 3   | 5   | 7   | 11  | 4   | 3   | 2   | 134   |
| 8    | Jenson Button     | 3   | 6   | 17* | 11  | 11  | 6   | 4   | 11  | 4   | 8   | 10  | 6   | 8   | Rit | 5   | 4   | 12  | 4   | 5   | 126   |
| 9    | Nico Hülkenberg   | 6   | 5   | 5   | 6   | 10  | 5   | 5   | 9   | 8   | 7   | Rit | 10  | 12  | 9   | 8   | 12  | Rit | 8   | 6   | 96    |
| 10   | Sergio Pérez      | 10  | NP  | 3   | 9   | 9   | Rit | 11* | 6   | 11  | 10  | Rit | 8   | 7   | 7   | 10* | 10  | Rit | 15  | 7   | 59    |
| 11   | Kevin Magnussen   | 2   | 9   | Rit | 13  | 12  | 10  | 9   | 7   | 7   | 9   | 12  | 12  | 10  | 10  | 14  | 5   | 8   | 9   | 11  | 55    |
| 12   | Kimi Räikkönen    | 7   | 12  | 10  | 8   | 7   | 12  | 10  | 10  | Rit | 11  | 6   | 4   | 9   | 8   | 12  | 9   | 13  | 7   | 10  | 55    |
| 13   | Jean-Éric Vergne  | 8   | Rit | Rit | 12  | Rit | Rit | 8   | Rit | 10  | 13  | 9   | 11  | 13  | 6   | 9   | 13  | 10  | 13  | 12  | 22    |
| 14   | Romain Grosjean   | Rit | 11  | 12  | Rit | 8   | 8   | Rit | 14  | 12  | Rit | Rit | Rit | 16  | 13  | 15  | 17  | 11  | 17* | 13  | 8     |
| 15   | Daniil Kvjat      | 9   | 10  | 11  | 10  | 14  | Rit | Rit | Rit | 9   | Rit | 14  | 9   | 11  | 14  | 11  | 14  | 15  | 11  | Rit | 8     |
| 16   | Pastor Maldonado  | Rit | Rit | 14  | 14  | 15  | NP  | Rit | 12  | 17* | 12  | 13  | Rit | 14  | 12  | 16  | 18  | 9   | 12  | Rit | 2     |
| 17   | Jules Bianchi     | NC  | Rit | 16  | 17  | 18  | 9   | Rit | 15  | 14  | 15  | 15  | 18* | 18  | 16  | 20* |     |     |     |     | 2     |
| 18   | Adrian Sutil      | 11  | Rit | Rit | Rit | 17  | Rit | 13  | 13  | 13  | Rit | 11  | 14  | 15  | Rit | 21* | 16  | Rit | 16  | 16  | 0     |
| 19   | Marcus Ericsson   | Rit | 14  | Rit | 20  | 20  | 11  | Rit | 18  | Rit | 18  | Rit | 17  | 19  | 15  | 17  | 19  |     |     |     | 0     |
| 20   | Esteban Gutiérrez | 12  | Rit | Rit | 16  | 16  | Rit | 14* | 19  | Rit | 14  | Rit | 15  | 20  | Rit | 13  | 15  | 14  | 14  | 15  | 0     |
| 21   | Max Chilton       | 13  | 15  | 13  | 19  | 19  | 14  | Rit | 17  | 16  | 17  | 16  | 16  | Rit | 17  | 18  | Rit |     |     |     | 0     |
| 22   | Kamui Kobayashi   | Rit | 13  | 15  | 18  | Rit | 13  | Rit | 16  | 15  | 16  | Rit |     | 17  | NP  | 19  | Rit |     |     | Rit | 0     |
| 23   | Will Stevens      |     |     |     |     |     |     |     |     |     |     |     |     |     |     |     |     |     |     | 17  | 0     |
| -    | André Lotterer    |     |     |     |     |     |     |     |     |     |     |     | Rit |     |     |     |     |     |     |     | 0     |
| Pos. | Pilota            |     |     |     |     |     |     |     |     |     |     |     |     |     |     |     |     |     |     |     | Punti |

| Legenda | 1º posto     | 2º posto | 3º posto    | A punti         | Senza punti/Non class.  | Grassetto – Pole position Corsivo – Giro più veloce |
| Legenda | Squalificato | Ritirato | Non partito | Non qualificato | Solo prove/Terzo pilota | Grassetto – Pole position Corsivo – Giro più veloce |

 * – Indica i piloti ritirati ma ugualmente classificati avendo coperto, come previsto dal regolamento, almeno il 90% della distanza di gara.

### Classifica costruttori
| Pos. | Costruttore             | Pilota     |     |     |     |     |     |     |     |     |     |     |     |     |     |     |     |     |     |     |     | Punti |
| ---- | ----------------------- | ---------- | --- | --- | --- | --- | --- | --- | --- | --- | --- | --- | --- | --- | --- | --- | --- | --- | --- | --- | --- | ----- |
| 1    | Mercedes                | Hamilton   | Rit | 1   | 1   | 1   | 1   | 2   | Rit | 2   | 1   | 3   | 3   | Rit | 1   | 1   | 1   | 1   | 1   | 2   | 1   | 701   |
| 1    | Mercedes                | Rosberg    | 1   | 2   | 2   | 2   | 2   | 1   | 2   | 1   | Rit | 1   | 4   | 2   | 2   | Rit | 2   | 2   | 2   | 1   | 14  | 701   |
| 2    | Red Bull Racing-Renault | Vettel     | Rit | 3   | 6   | 5   | 4   | Rit | 3   | Rit | 5   | 4   | 7   | 5   | 6   | 2   | 3   | 8   | 7   | 5   | 8   | 405   |
| 2    | Red Bull Racing-Renault | Ricciardo  | SQ  | Rit | 4   | 4   | 3   | 3   | 1   | 8   | 3   | 6   | 1   | 1   | 5   | 3   | 4   | 7   | 3   | Rit | 4   | 405   |
| 3    | Williams-Mercedes       | Massa      | Rit | 7   | 7   | 15  | 13  | 7   | 12* | 4   | Rit | Rit | 5   | 13  | 3   | 5   | 7   | 11  | 4   | 3   | 2   | 320   |
| 3    | Williams-Mercedes       | Bottas     | 5   | 8   | 8   | 7   | 5   | Rit | 7   | 3   | 2   | 2   | 8   | 3   | 4   | 11  | 6   | 3   | 5   | 10  | 3   | 320   |
| 4    | Ferrari                 | Alonso     | 4   | 4   | 9   | 3   | 6   | 4   | 6   | 5   | 6   | 5   | 2   | 7   | Rit | 4   | Rit | 6   | 6   | 6   | 9   | 216   |
| 4    | Ferrari                 | Räikkönen  | 7   | 12  | 10  | 8   | 7   | 12  | 10  | 10  | Rit | 11  | 6   | 4   | 9   | 8   | 12  | 9   | 13  | 7   | 10  | 216   |
| 5    | McLaren-Mercedes        | Button     | 3   | 6   | 17* | 11  | 11  | 6   | 4   | 11  | 4   | 8   | 10  | 6   | 8   | Rit | 5   | 4   | 12  | 4   | 5   | 181   |
| 5    | McLaren-Mercedes        | Magnussen  | 2   | 9   | Rit | 13  | 12  | 10  | 9   | 7   | 7   | 9   | 12  | 12  | 10  | 10  | 14  | 5   | 8   | 9   | 11  | 181   |
| 6    | Force India-Mercedes    | Hülkenberg | 6   | 5   | 5   | 6   | 10  | 5   | 5   | 9   | 8   | 7   | Rit | 10  | 12  | 9   | 8   | 12  | Rit | 8   | 6   | 155   |
| 6    | Force India-Mercedes    | Pérez      | 10  | NP  | 3   | 9   | 9   | Rit | 11* | 6   | 11  | 10  | Rit | 8   | 7   | 7   | 10* | 10  | Rit | 15  | 7   | 155   |
| 7    | STR-Renault             | Vergne     | 8   | Rit | Rit | 12  | Rit | Rit | 8   | Rit | 10  | 13  | 9   | 11  | 13  | 6   | 9   | 13  | 10  | 13  | 12  | 30    |
| 7    | STR-Renault             | Kvjat      | 9   | 10  | 11  | 10  | 14  | Rit | Rit | Rit | 9   | Rit | 14  | 9   | 11  | 14  | 11  | 14  | 15  | 11  | Rit | 30    |
| 8    | Lotus-Renault           | Grosjean   | Rit | 11  | 12  | Rit | 8   | 8   | Rit | 14  | 12  | Rit | Rit | Rit | 16  | 13  | 15  | 17  | 11  | 17* | 13  | 10    |
| 8    | Lotus-Renault           | Maldonado  | Rit | Rit | 14  | 14  | 15  | NP  | Rit | 12  | 17* | 12  | 13  | Rit | 14  | 12  | 16  | 18  | 9   | 12  | Rit | 10    |
| 9    | Marussia-Ferrari        | Bianchi    | NC  | Rit | 16  | 17  | 18  | 9   | Rit | 15  | 14  | 15  | 15  | 18* | 18  | 16  | 20* |     |     |     |     | 2     |
| 9    | Marussia-Ferrari        | Chilton    | 13  | 15  | 13  | 19  | 19  | 14  | Rit | 17  | 16  | 17  | 16  | 16  | Rit | 17  | 18  | Rit |     |     |     | 2     |
| 10   | Sauber-Ferrari          | Sutil      | 11  | Rit | Rit | Rit | 17  | Rit | 13  | 13  | 13  | Rit | 11  | 14  | 15  | Rit | 21* | 16  | Rit | 16  | 16  | 0     |
| 10   | Sauber-Ferrari          | Gutiérrez  | 12  | Rit | Rit | 16  | 16  | Rit | 14* | 19  | Rit | 14  | Rit | 15  | 20  | Rit | 13  | 15  | 14  | 14  | 15  | 0     |
| 11   | Caterham-Renault        | Kobayashi  | Rit | 13  | 15  | 18  | Rit | 13  | Rit | 16  | 15  | 16  | Rit |     | 17  | NP  | 19  | Rit |     |     | Rit | 0     |
| 11   | Caterham-Renault        | Lotterer   |     |     |     |     |     |     |     |     |     |     |     | Rit |     |     |     |     |     |     |     | 0     |
| 11   | Caterham-Renault        | Ericsson   | Rit | 14  | Rit | 20  | 20  | 11  | Rit | 18  | Rit | 18  | Rit | 17  | 19  | 15  | 17  | 19  |     |     |     | 0     |
| 11   | Caterham-Renault        | Stevens    |     |     |     |     |     |     |     |     |     |     |     |     |     |     |     |     |     |     | 17  | 0     |
| Pos. | Costruttore             | Pilota     |     |     |     |     |     |     |     |     |     |     |     |     |     |     |     |     |     |     |     | Punti |

| Legenda | Grassetto – Pole position Corsivo – Giro più veloce | 1º posto     | 2º posto | 3º posto    | A punti         | Senza punti |
| Legenda | Grassetto – Pole position Corsivo – Giro più veloce | Squalificato | Ritirato | Non partito | Non qualificato |             |

 * – Indica i piloti ritirati ma ugualmente classificati avendo coperto, come previsto dal regolamento, almeno il 90% della distanza di gara.